# シボレー

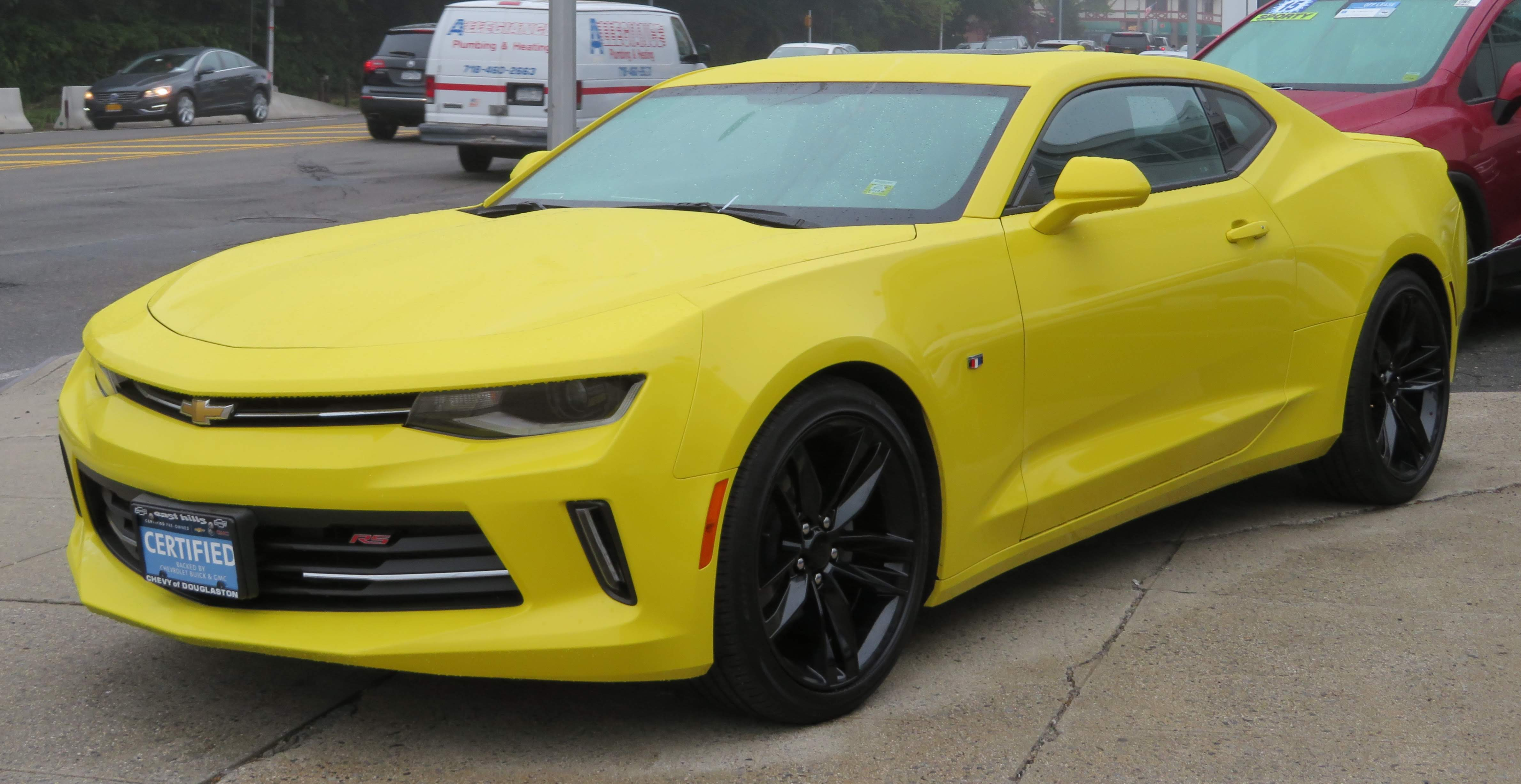
シボレー・カマロ（2018年モデル）

シボレー（仏: Chevrolet 英語発音: [ˌʃɛvɹəˈleɪ]）は、アメリカ合衆国の自動車メーカー、ゼネラルモーターズ (GM) が製造・販売する自動車のブランドである。略称はシェビー（英: Chevy [ˈʃɛvi]）。フランス語に由来するシボレーが英語圏の人には発音し難いため、この略称がついた、とされる。
日本では、大型スポーティーカー、大型SUV、大型ピックアップトラックなど大型のアメリカ車のイメージが強い。また、当ブランドは、オセアニアを除くほぼ全世界で展開される、ＧＭ社におけるグローバルブランドの一つであり、その製品ラインナップは多岐に渡る。

## 概要
GM創業者ウィリアム・C・デュラントがGMから締め出されていた時期の1911年にGMに対抗し、GMの花形レーシングドライバーであったルイ・シボレーを前面に出して設立した会社である。ルイ・シボレーはスイス出身だがアメリカでレーサーとなり、兄弟でGMに雇われた。兄のルイはGMのテストドライバーであり、また、当時のテストドライバーの常で、GM車アピールのためにレースで活躍していた（弟はデュラントの運転手を務めた）。ウィリアム・C・デュラント自身がデザインしたとされるシボレーのエンブレムはそのデザインからボウタイ（蝶ネクタイ）とも呼ばれる。デュラントがGM復帰すると、旧GMはシボレー社傘下とし、シボレー社を核として新GMがつくられた。このGMは2000年代のGM危機でアメリカ政府が株主となるまで続いた会社である。そのGMの母体が最初のシボレー社であった。
デュラントはT型フォード（日本では20世紀にはこう呼ばれていた）のような大衆車をつくりたかった。一方のルイ・シボレーはキャディラックのような高級車を作りたかった。当初はシボレーの意見も取り入れつつ、２極の開発をしていたが、最終的にはシボレーは社を抜け、社としてはデュラントの主導する低価格の普及型を販売して成功した。デュラントのGM復帰がこれで可能になった。このため、以後のシボレーブランドはGMのブランディングで「低価格普及型」を担ってきた。（アメリカでの低価格普及型とは若者向けスポーツ車を含む概念であるのが日本の自動車マーケティングカテゴリとは異なる）
1920年代、フォード・モデルTがベストセラーとなると、シンプルで代わり映えのしないフォードに対し、GMは高級車に似せたより近代的なデザインと、デュラントを再び追い出し新たに社長となったデュポンの、ファミリー力を利用した豊富なカラーバリエーション（モデルTは黒1色）展開などで対抗し、デュポンの後を継いだアルフレッド・スローンの時代には、実用本位だが旧態化したライバルたちを圧倒し、以来GMは規模面で常にフォードを凌駕する世界最大の自動車メーカーとなり、自動車業界だけでなく企業経営の模範として語られるようになった。1930年代には、宣伝用アニメーション映画として「A coach for cinderella」と「A ride for cinderella」が作られた。
第二次世界大戦以前や1950年代アメリカ自動車の黄金期からずっと、シボレーはGMの低価格普及型ブランドとして、シンプルな基本設計と時流を的確に捉えたスタイル戦略でアメリカナンバーワンブランドの地位を保ち続けた。1970年代に入ると、石油ショックの影響を受けて小型、軽量化を余儀なくされ、以後、ドイツのオペルや日本のいすゞやスズキ、さらにはトヨタと連携した。
北米以外の地域では主にオペル（特にラテンアメリカ諸国や南アフリカ共和国など）やホールデンのリバッジ車を製造・販売していたが、2000年代に入ると転機を迎える。
2002年に韓国の大宇自動車を傘下に収めてGM大宇（現：韓国GM）を発足させたGMは、2005年にヨーロッパでそれまで展開されていた大宇ブランドを廃止してシボレーに転換したほか、韓国国内市場においても2011年3月に「GM大宇」ブランドを廃止、一部車種を除いてシボレーブランドに切り替えられた。
アジアやラテンアメリカなどの新興国市場でオペルに代わって大宇の車種をシボレーブランドで販売するようになった。その後、GMは北米向けとそれ以外の地域向けの車種の統合を進め、主力車種を世界戦略車としていった。近年では、ブラジルや中国の開発拠点でも自主開発が行われており、一部車種は海外展開もされている。
その他、GOM(一般海外市場)を中心とする一部の国では、2015年現在もいすゞやスズキ製の車種がシボレーブランドにリバッジされて販売されるケースがある。
一方、2010年代末には生産・販売戦略の見直しが行われ、タイでは2020年末までにシボレーブランド車の生産終了が決定。さらにオセアニアでは長らく続けられてきたホールデンへのリバッジが2021年で中止されることが決定している。

## 日本におけるシボレー
日本には当初は有楽町で藤原商会を営む藤原俊雄により輸入車として導入されたが、日本の乗用車、商用車市場の伸びを受けて1927年に日本ゼネラル・モータースが設立され、大阪に組立工場が建設された。日本国内（植民地の朝鮮半島や台湾島、国連委任統治領の南洋諸島を含む）で販売されたほか、1930年代に入ると満洲国へも輸出されたが、日米関係の悪化を受けて1941年に操業中止となった。
第二次世界大戦後には、連合国軍の1国として日本に駐留した米軍関係者の車両が輸入され、その多くがそのまま日本国内で中古車として販売された。その後の輸入車の全面解禁を受けて正規輸入が開始され、その後1982年からはヤナセが輸入販売を開始し、シボレーブランドの日本での普及に大きく貢献した。
また1995年から2000年までトヨタ自動車がシボレー・キャバリエのOEM供給を受けてトヨタ・キャバリエとして販売していた。一方、三井物産が子会社の「三井物産オートモーティブ」を通じて、アメリカのコーチビルダー「スタークラフト」によるアストロのコンバージョンバンの並行輸入販売を始めた。
2000年に、シボレー車の正規輸入権は日本ゼネラルモーターズ（現ゼネラルモーターズ・ジャパン・GMJ）の所有となった。GMJと三井物産がシボレーブランド車の輸入権を持っており、販売網はGMAPが展開するGMシボレー店・三井物産（主に並行輸入を手がける外車販売店等が代理店となっている）に加えヤナセの3系列体制となっていた。GMAPJと三井物産では輸入車種が異なるが、ヤナセを含め多くの販売店がGMAPJ・三井物産それぞれが輸入した正規輸入車を取り扱っていた。
一方、GMとスズキが資本提携を結んでいたため、スズキが2000年からMWのOEM供給を、2001年からはGMとの共同開発車クルーズの生産をそれぞれ開始し、2003年からはコルベットを除くシボレー車の輸入権をGMJから取得してトレイルブレイザー、アストロ、オプトラの取扱を行った。
しかし、2006年3月にGMがスズキの株式の大半を売却したのを機にスズキは事業の見直しを行い、スズキが保有するシボレー車の輸入権については2006年11月にゼネラルモーターズ・アジア・パシフィック・ジャパンへと移管すると発表した。アライアンスパートナーとしてのGMとスズキの両社間における戦略的業務提携関係はしばらくの間継続されたが、スズキが生産・販売しているクルーズは2008年で生産が終了し、残ったMWも2010年いっぱいで販売が終了した。
さらにGMの日本における戦略変更に伴い、三井物産が持っていた正規輸入権が2011年11月1日付をもってゼネラルモーターズ・ジャパンに譲渡されることになり、三井物産は日本でのシボレービジネスから撤退することになった。
販売網や輸入権の数多くの紆余曲折を経て、2010年代はスポーツモデルの他に韓国GM製の小型車、ソニックやSUVのキャプティバを導入していたが、現在はカマロとコルベットの2車種にラインナップが縮小され、GMジャパン正規販売店（ヤナセ含む）での販売となっている。
なお、日本の自動車検査証における車名はすべて「シボレー」となっているが、車名コードは輸入車種が「615」、スズキの国内工場で生産された車種は「124」と区別される。

## 欧州への展開
2005年に欧州でのシボレーブランドの展開を再開。しかし、GMの他ブランドとの棲み分けが図られなかったことから、GMは2013年12月、シボレーブランドの大衆車展開を2015年に中止し、コルベットとカマロの高性能車に集中すると発表、戦略ブランドをオペルとボクスホール（ボクソール）にシフトすることとした。

## 現行車種一覧
- アベオ
- エクイノックス
- エクスプレス
- オニキス/ジョイ
- カマロ
- キャプティバ
- グルーブ
- コバルト（ウズベキスタン）
- コルベット
- コロラド/S-10
- サバーバン
- シルバラード
- スピン
- セイル（英語版）
- タホ
- トラッカー
- トラックス/シーカー
- トラバース
- トレイルブレイザー
- トレイルブレイザー (クロスオーバー)
- ボルトEUV（英語版）
- ボルトEV
- ブレイザー
- マリブ
- メンロ（英語版）
- モンザ/キャバリエ（英語版）
- モンタナ
- D-MAX（エクアドル）
- Fシリーズ
- Nシリーズ/ローキャブフォワード
- N300（英語版）
- N400（英語版）

## 旧来車種一覧
- アジャイル
- アストラ/ヴィヴァ
- アストロ
- アップランダー（英語版）
- アバランチ
- インパラ
- エピカ
- エルカミーノ
- エンジョイ
- オパラ
- オプトラ
- オメガ
- オーランド
- カプリス
- キャバリエ
- クラシック
- クルーズ
- コルシカ（英語版）
- コルヴェア
- ザフィーラ
- サイテーション
- シティエクスプレス
- シェベット（英語版）
- シェベル
- スパーク/ビート
- スプリント
- セルタ
- セレブリティ（英語版）
- ソニック
- トラフィック
- ニーヴァ
- ノマド
- ノヴァ
- プリズマ
- プリズム
- ベガ（英語版）
- ベクトラ
- ベレッタ（英語版）
- ベンチャー（英語版）
- ヴェラネイオ（ポルトガル語版）
- ボルト (ハイブリッドカー)
- モンテカルロ
- ルミナ（英語版）
- ルミナAPV（英語版）
- ロデオ
- C/K
- HHR
- LUV
- MW
- N200（英語版）
- SS
- SSR

## コンセプトカー
- コルベット XP-122（1952年）
- コルベット EX-122（1953年）
- ノマド コンセプト（1954年）
- コルベット コンセプト（1954年）
- ビスケイン コンセプト（1955年）
- インパラ コンセプト（1956年）
- コルベット XP-700 コンセプト（1958年）
- コルベット・スティングレー コンセプト（1959年）
- コルベット CERV I（1959年）
- エルカミーノ ウルティムス（1959年）
- コルヴェア モンザGT（1962年）
- コルベット ロンディーネ コンセプト（1963年）
- コルヴェア モンザSS（1963年）
- コルベット CERV II（1963年）
- コルヴェア テストゥード（1963年）
- マコシャークII / XP-830（1965年）
- ターボ タイタンIII（1966年）
- アストロI（1967年）
- アストロベット（1968年）
- アストロIII（1969年）
- コルベット 4-ローター（1973年）
- エアロベット（1976年）
- カマロZ28（1982年）
- コルバネット（1982年）
- Z28 コンセプト（1983年）
- ラマッロ（1984年）
- コルベット インディコンセプト（1986年）
- エクスプレス コンセプト（1987年）
- ベンチャー コンセプト（1988年）
- カマロ コンセプト IROC-Z（1989年）
- XT-2 コンセプト（1989年）
- コルベット CERV III（1990年）
- ルミナ SR2 コンセプト（1991年）
- スティングレーIII（1991年）
- ハイランダー（1993年）
- モンテカルロ インティミデイター（1998年）
- ノマド コンセプト（1999年）
- Triax（2000年）
- SSR コンセプト（2000年）
- ボレゴ コンセプト（2001年）
- K5 コンセプト（2001年）
- サビア コンセプト（2001年）
- ベルエア コンセプト（2002年）
- SS コンセプト（2003年）
- シャイアン コンセプト（2003年）
- ノマド コンセプト（2004年）
- S3X コンセプト（2004年）
- シークエル コンセプト（2005年）
- T2X コンセプト（2005年）
- カマロ コンセプト（2006年）
- ビート（2007年）
- グルーブ（2007年）
- トラックス（2007年）
- ボルト コンセプト（2007年）
- GPiX（2008年）
- カマロ コンセプト（2008年）
- オーランド コンセプト（2008年）
- コルベット スティングレー コンセプト（2009年）
- ボルト MPV5 コンセプト（2010年）
- Jay Leno カマロ コンセプト（2010年）
- Mi-Ray（2011年）
- EN-V（2011年）
- 130R（2012年）
- 140S（2012年）
- サバーバン プレミアムアウトドア（2014年）
- コロラド ZR2 コンセプト（2014年）
- シャパラル 2X ビジョン グランツーリスモ（2014年）
- カマロ コンセプト（2014年）
- FNR（2015年）
- ボルトEV コンセプト（2015年）
- カマロ レッドラインコンセプト（2015年）
- シボレー・クルーズ ブルーライン コンセプト（2016年）
- マリブ ブルーライン コンセプト（2016年）
- カマロ オートX コンセプト（2017年）
- シルバラード ハイデザート（2017年）
- コロラド Z71 ハーレーコンセプト（2017年）
- カマロ トラックコンセプト（2017年）
- FNR-X（2017年）
- コロラド ZR2 AEV（2017年）
- FNR キャリーオール（2018年）
- E-10 コンセプト（2019年）
- カマロ スチールコンセプト（2019年）
- サバーバン ストリートコンセプト（2021年）
- ビースト（2021年）
- プロジェクトX コンセプト（2021年）
- FNR-XE コンセプト（2022年）

## 現行車種の画像

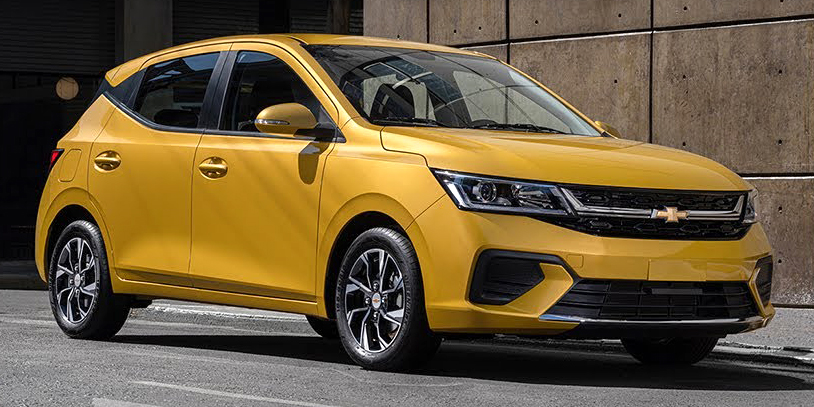
アベオ
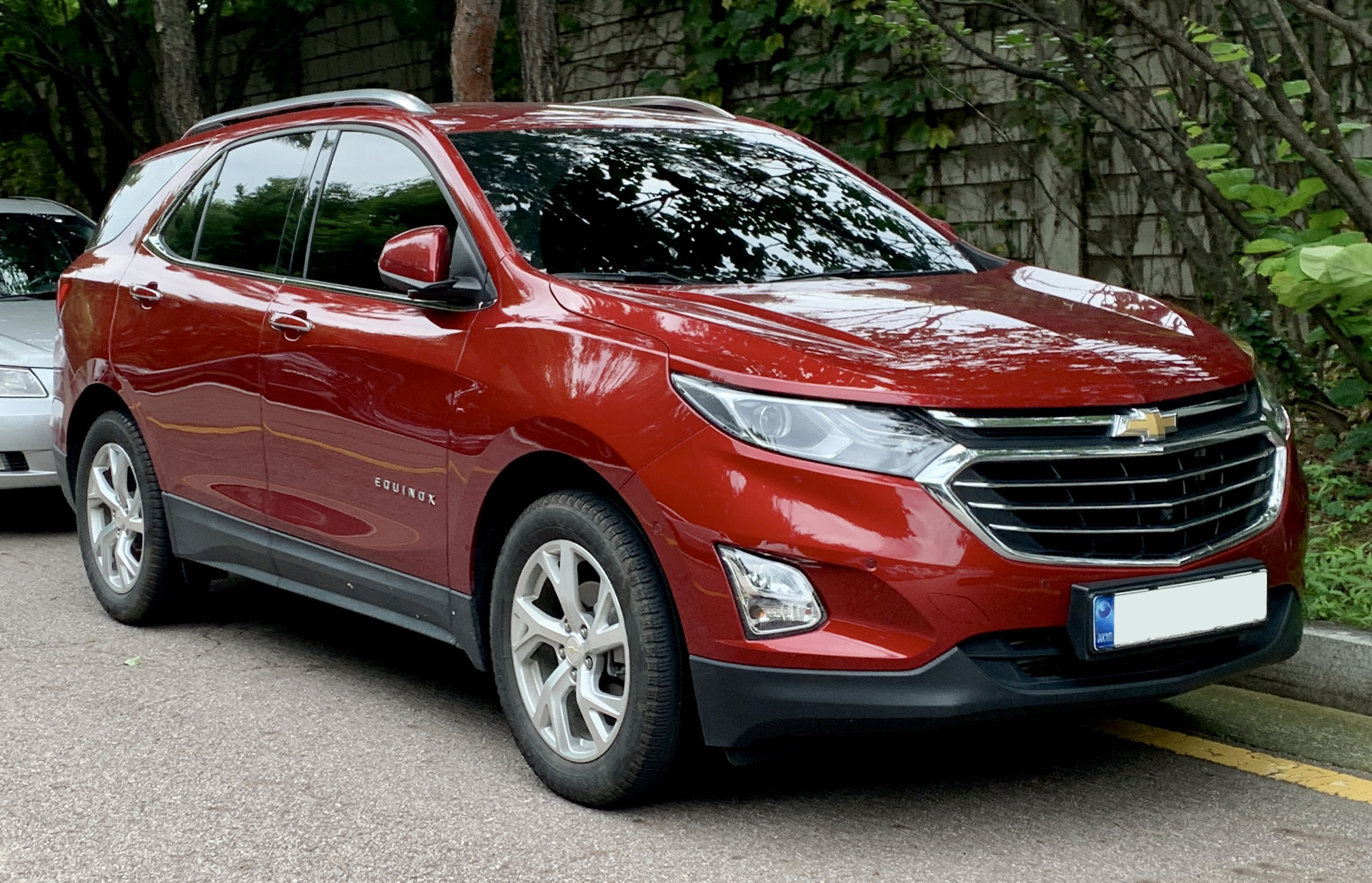
エクイノックス
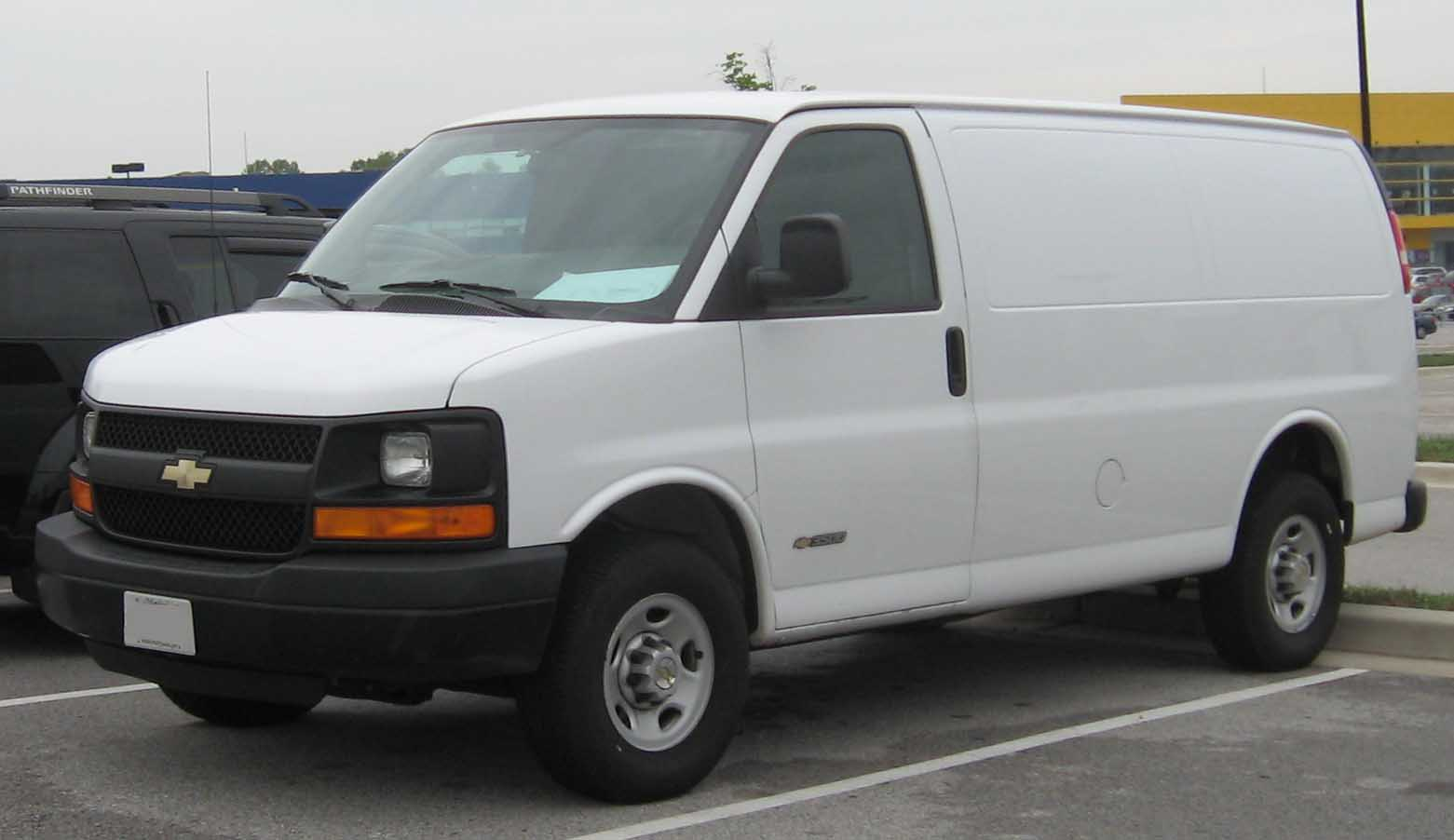
エクスプレス
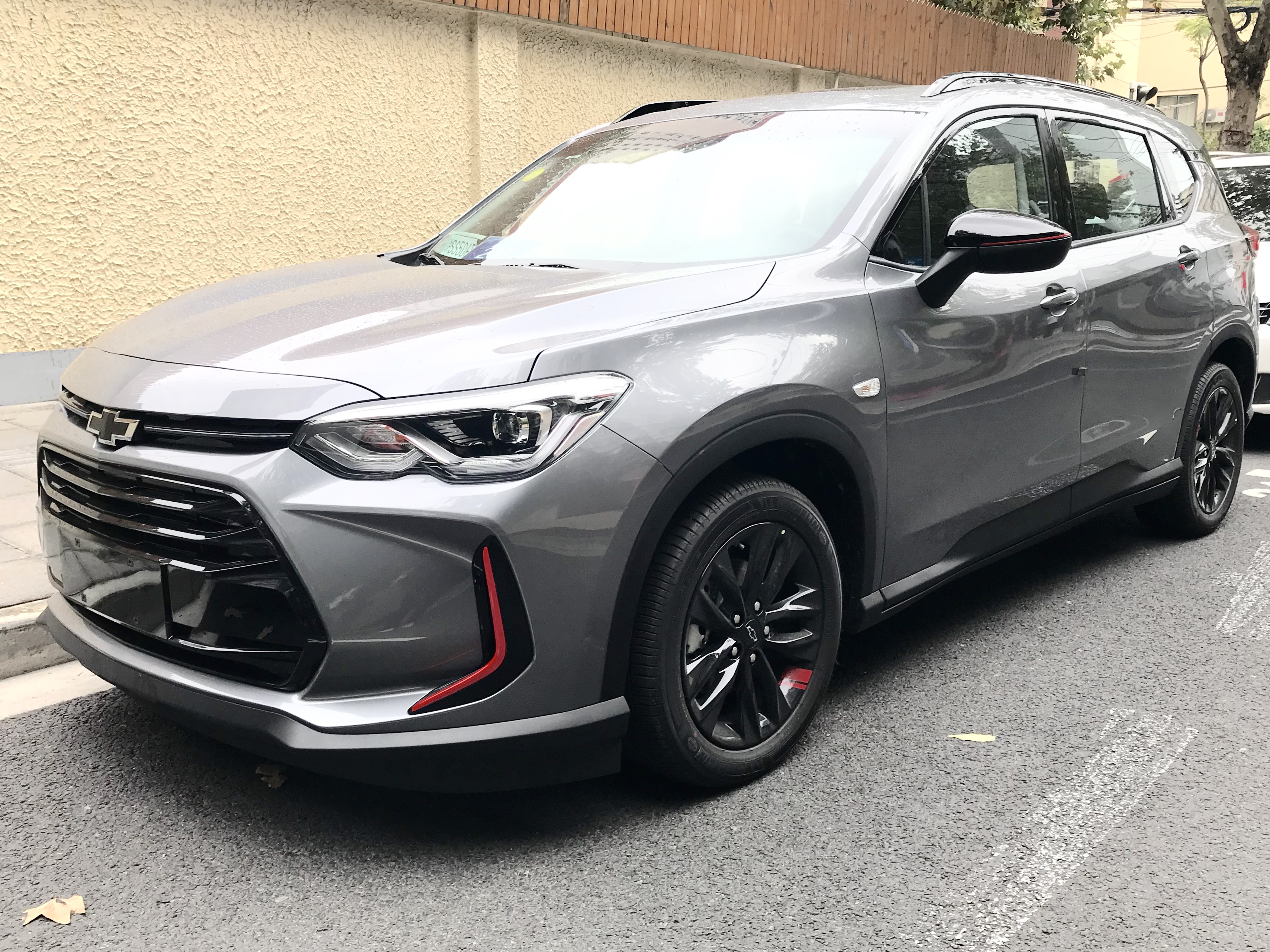
オーランド
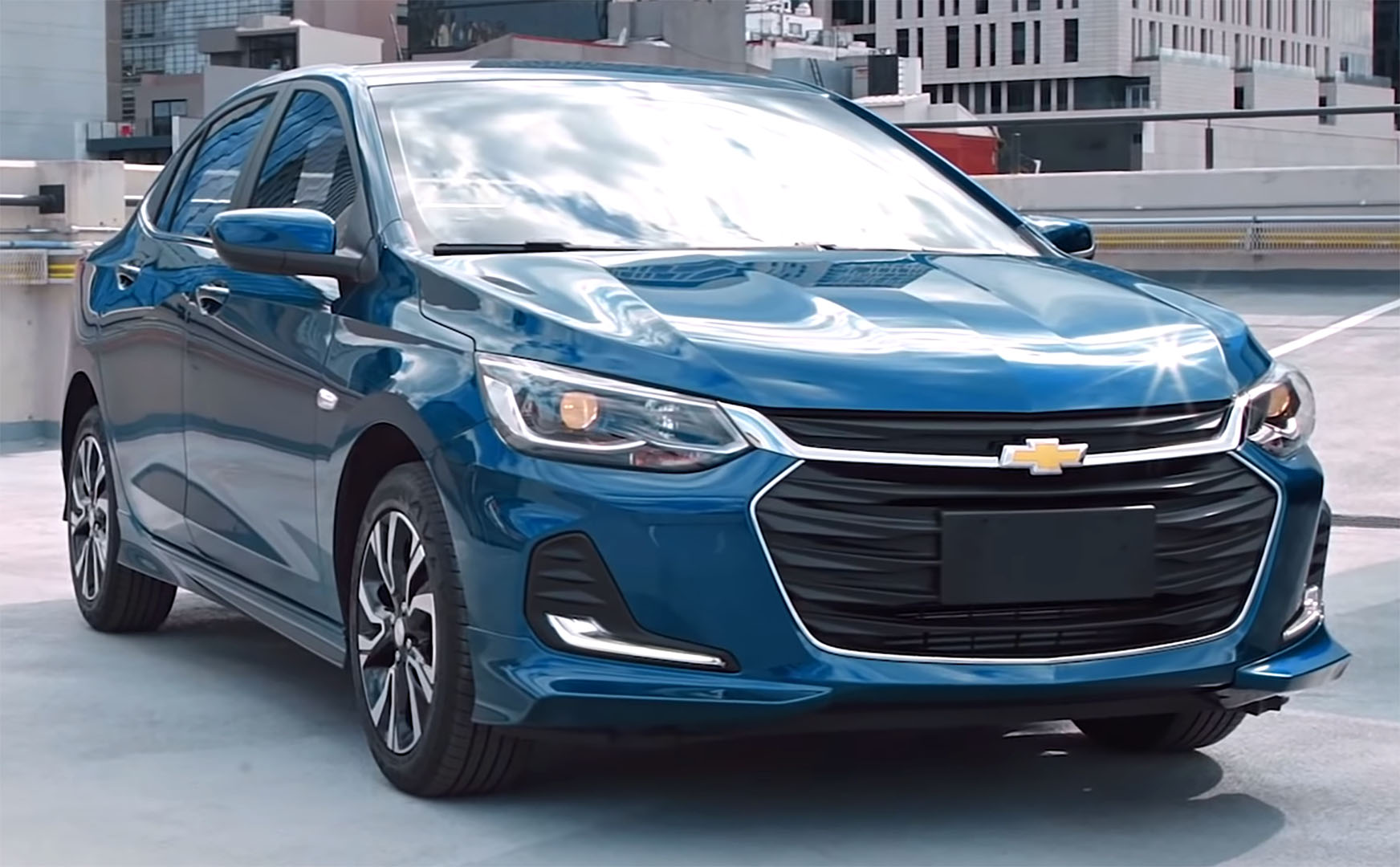
オニキス
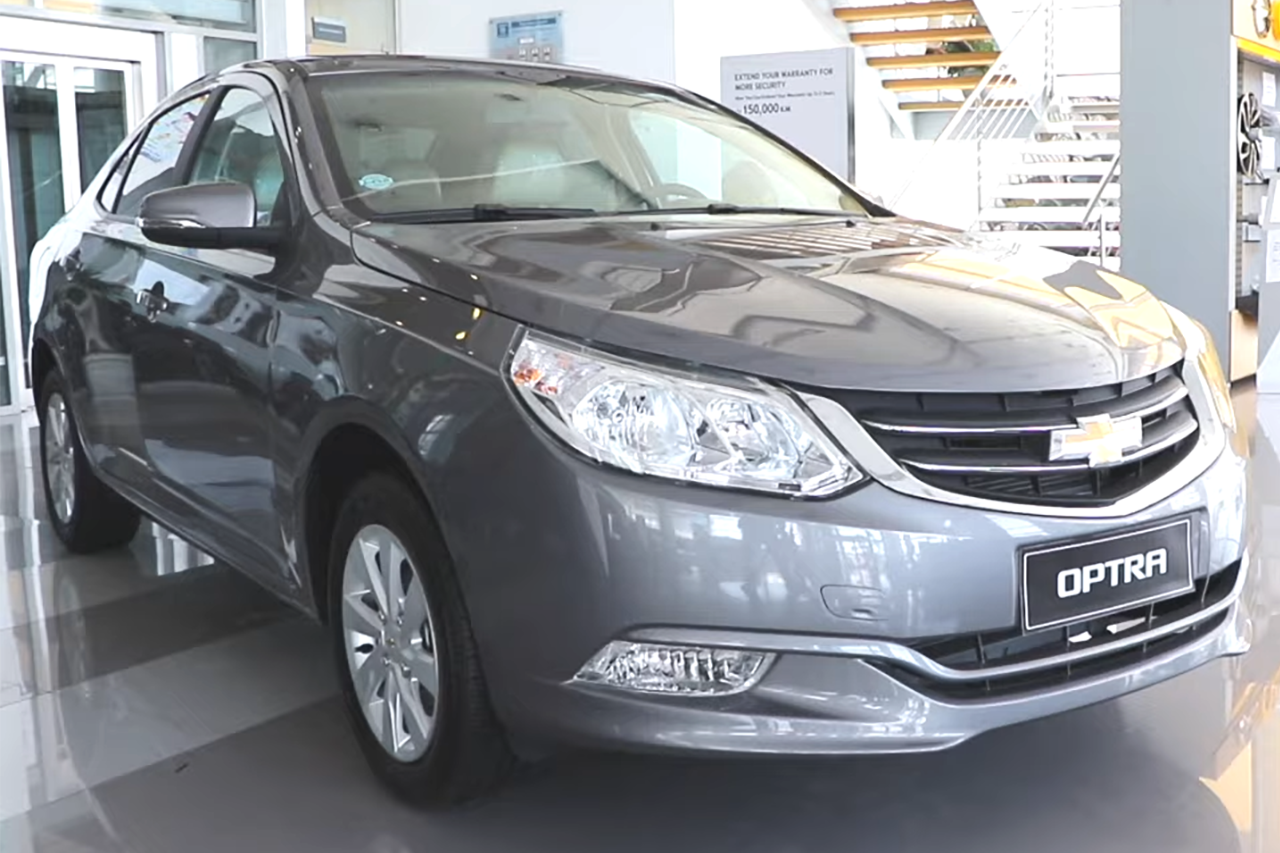
オプトラ
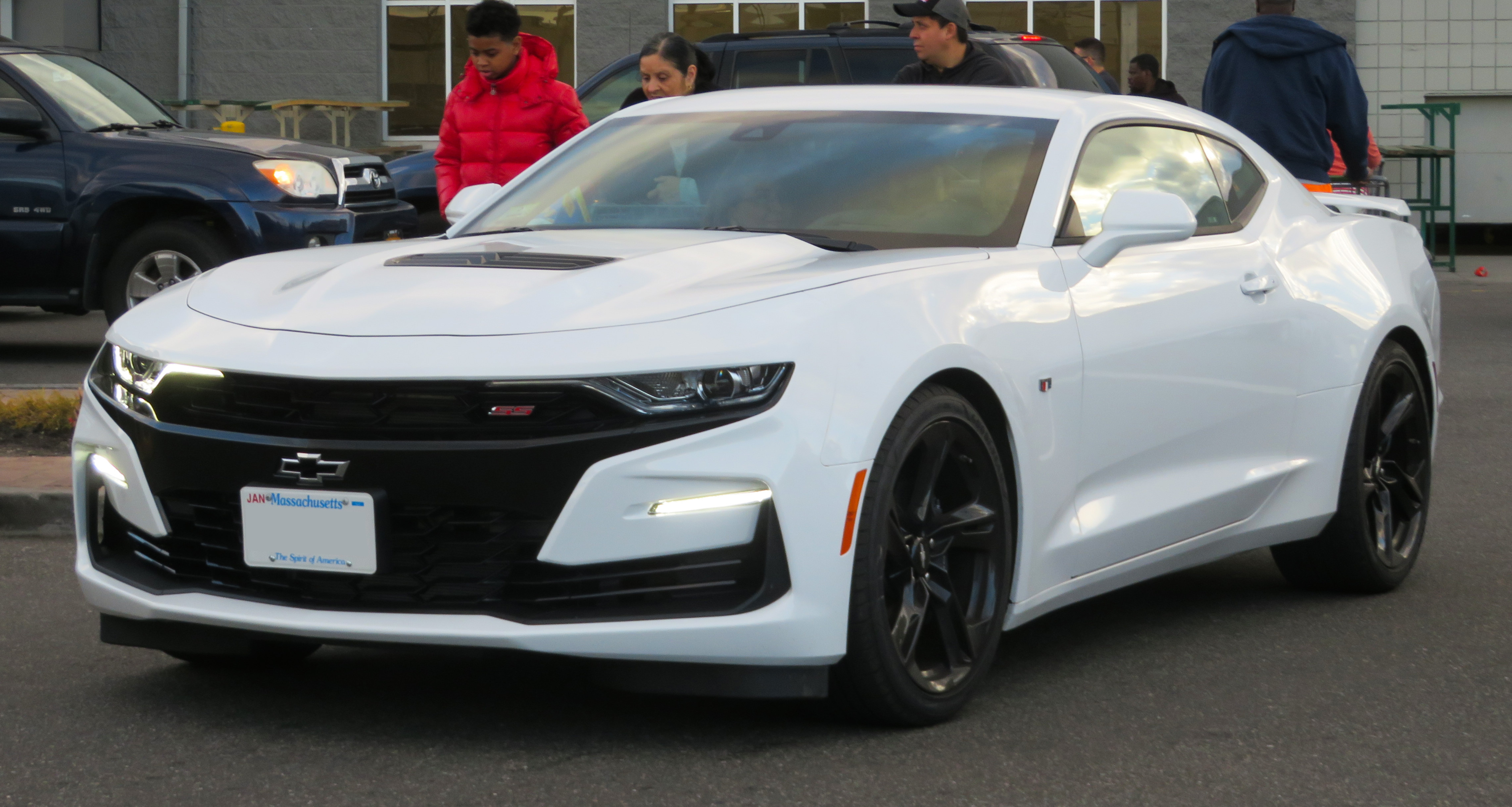
カマロ
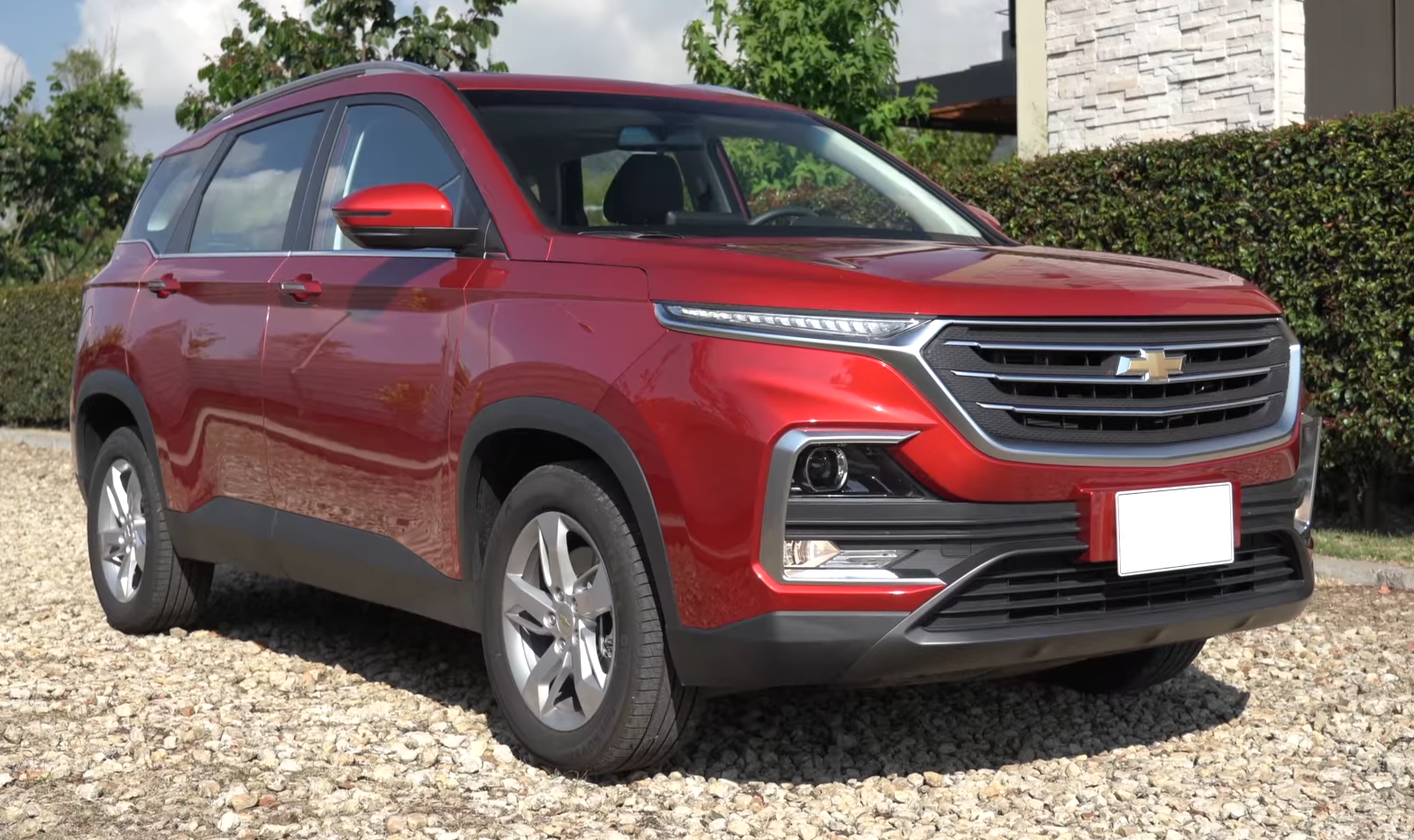
キャプティバ
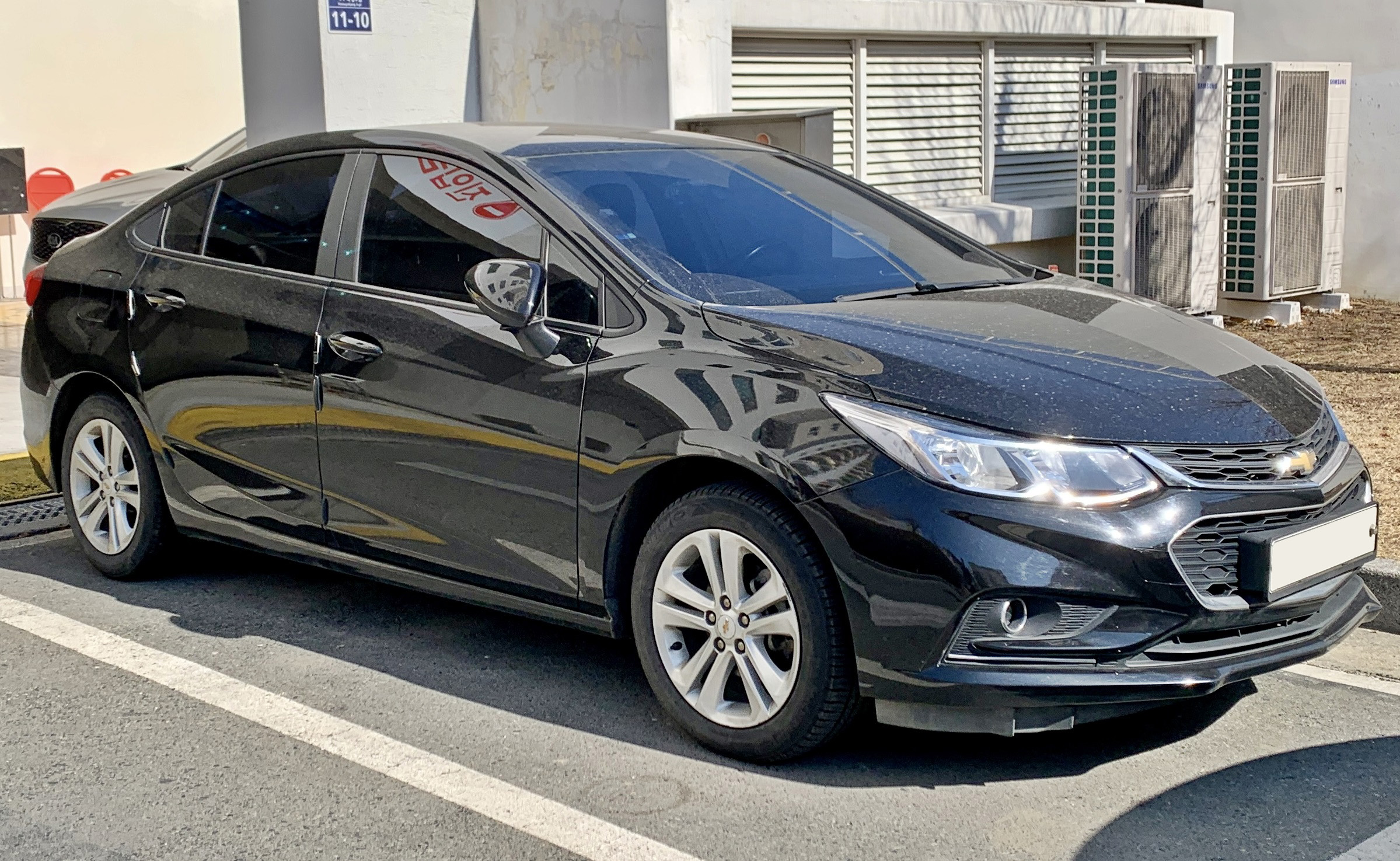
クルーズ
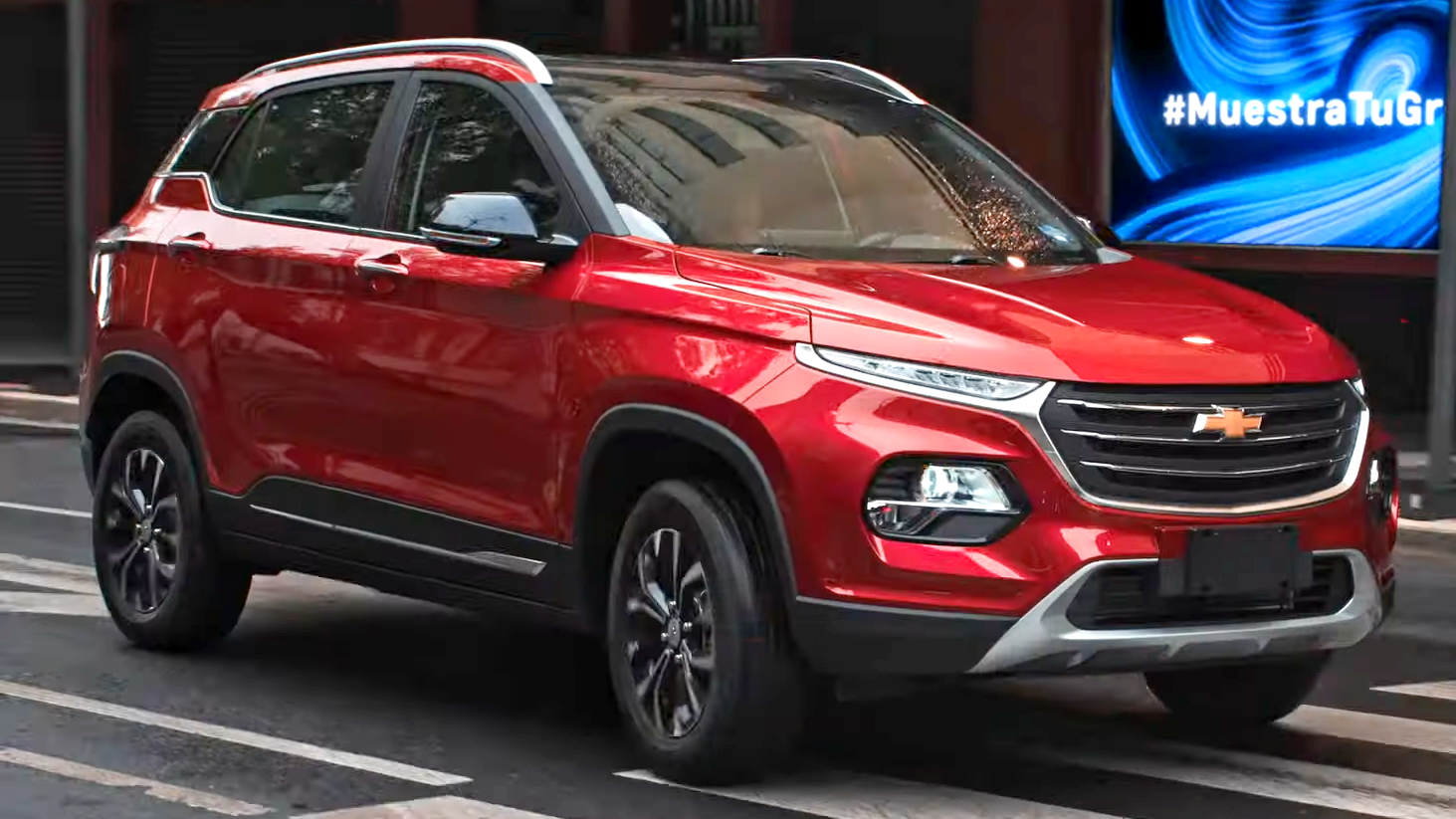
グルーブ
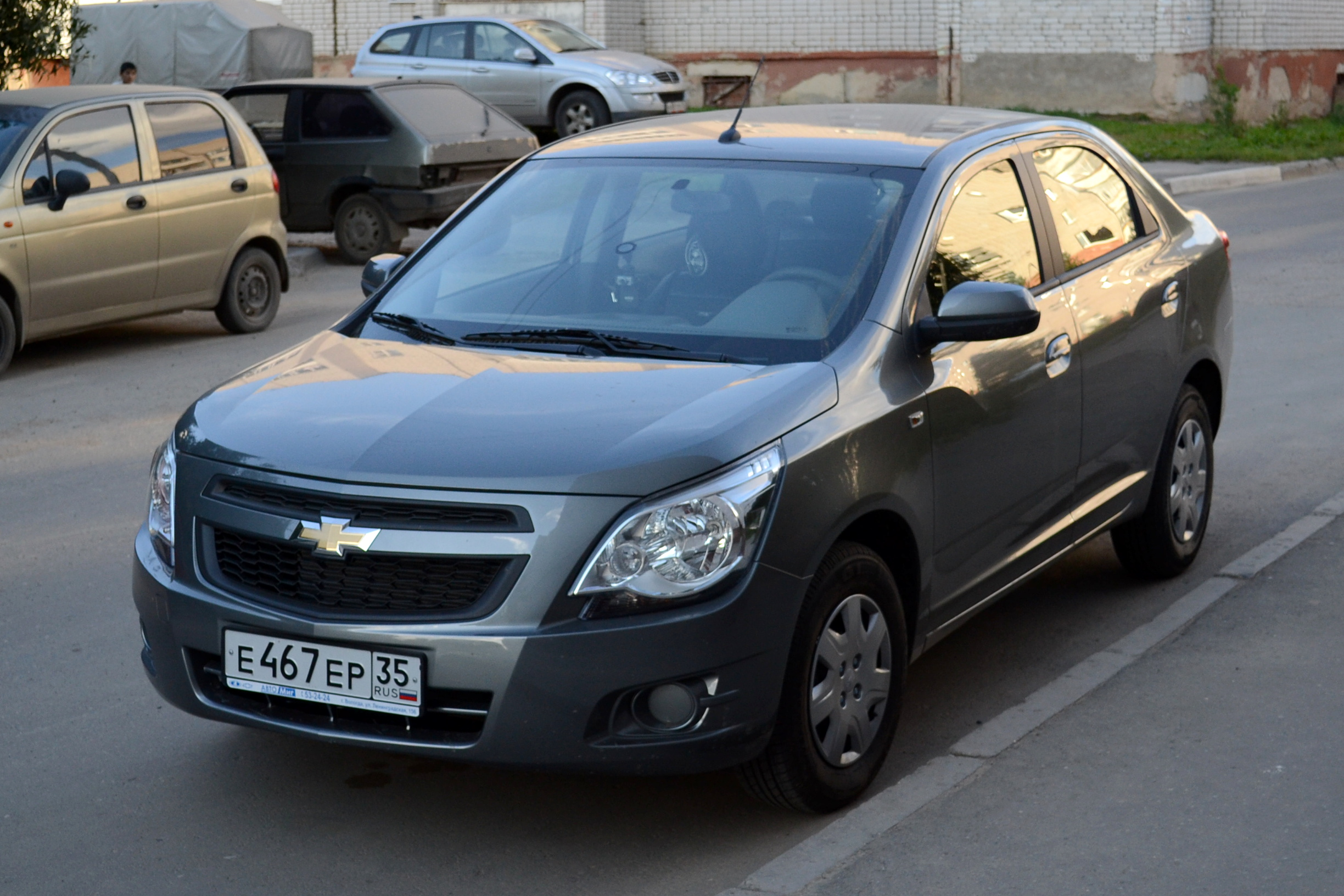
コバルト
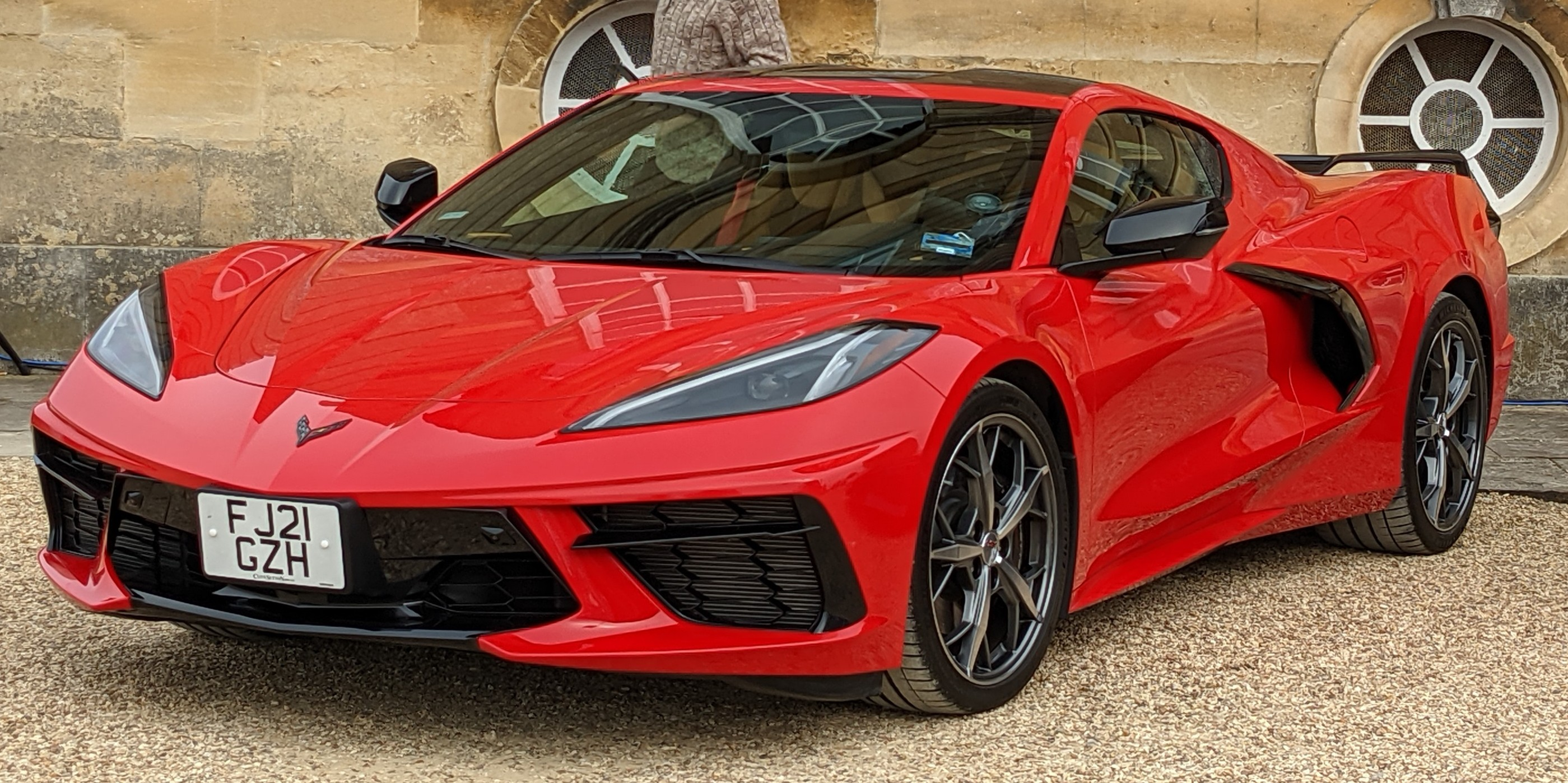
コルベット
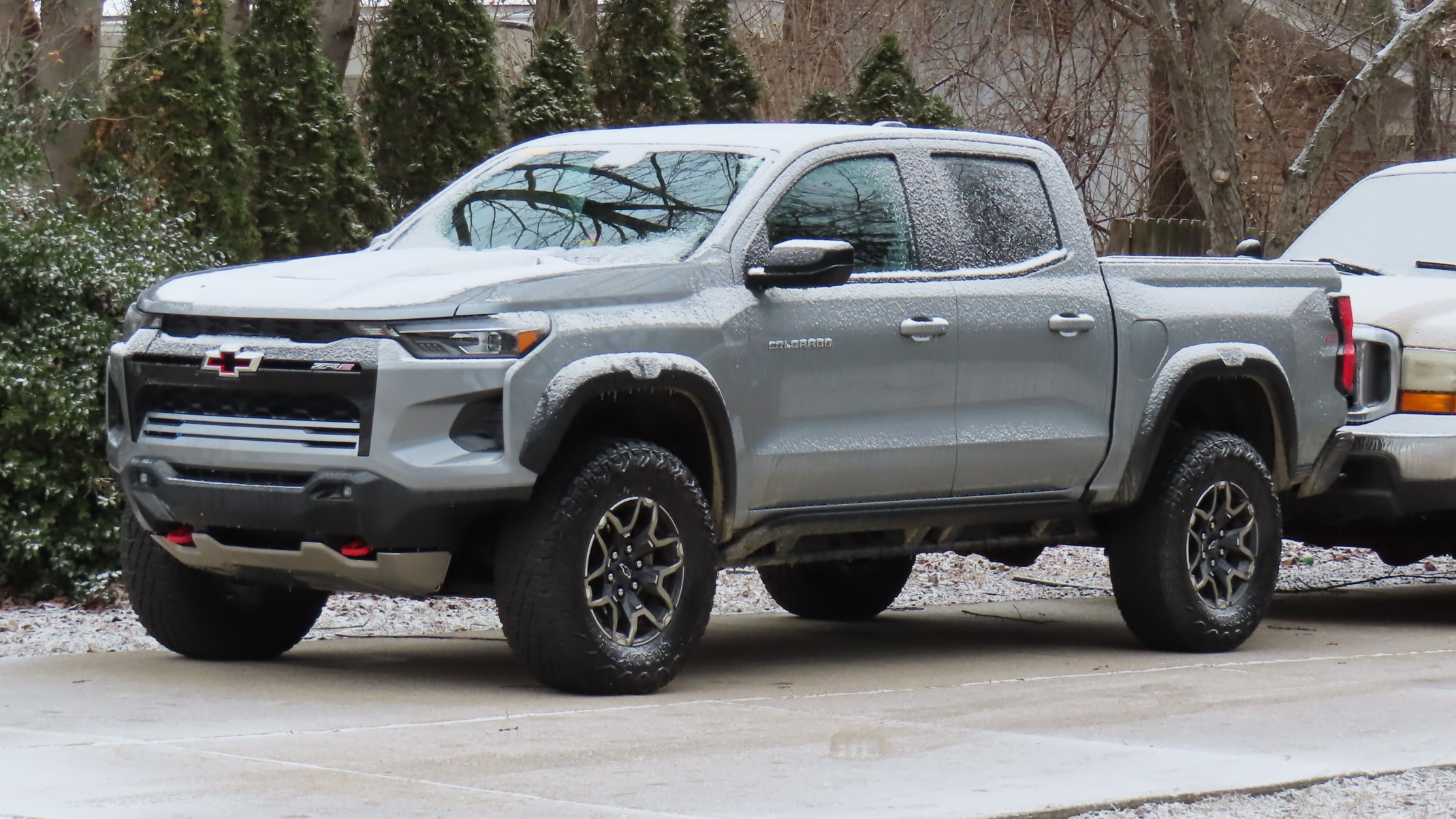
コロラドZR2
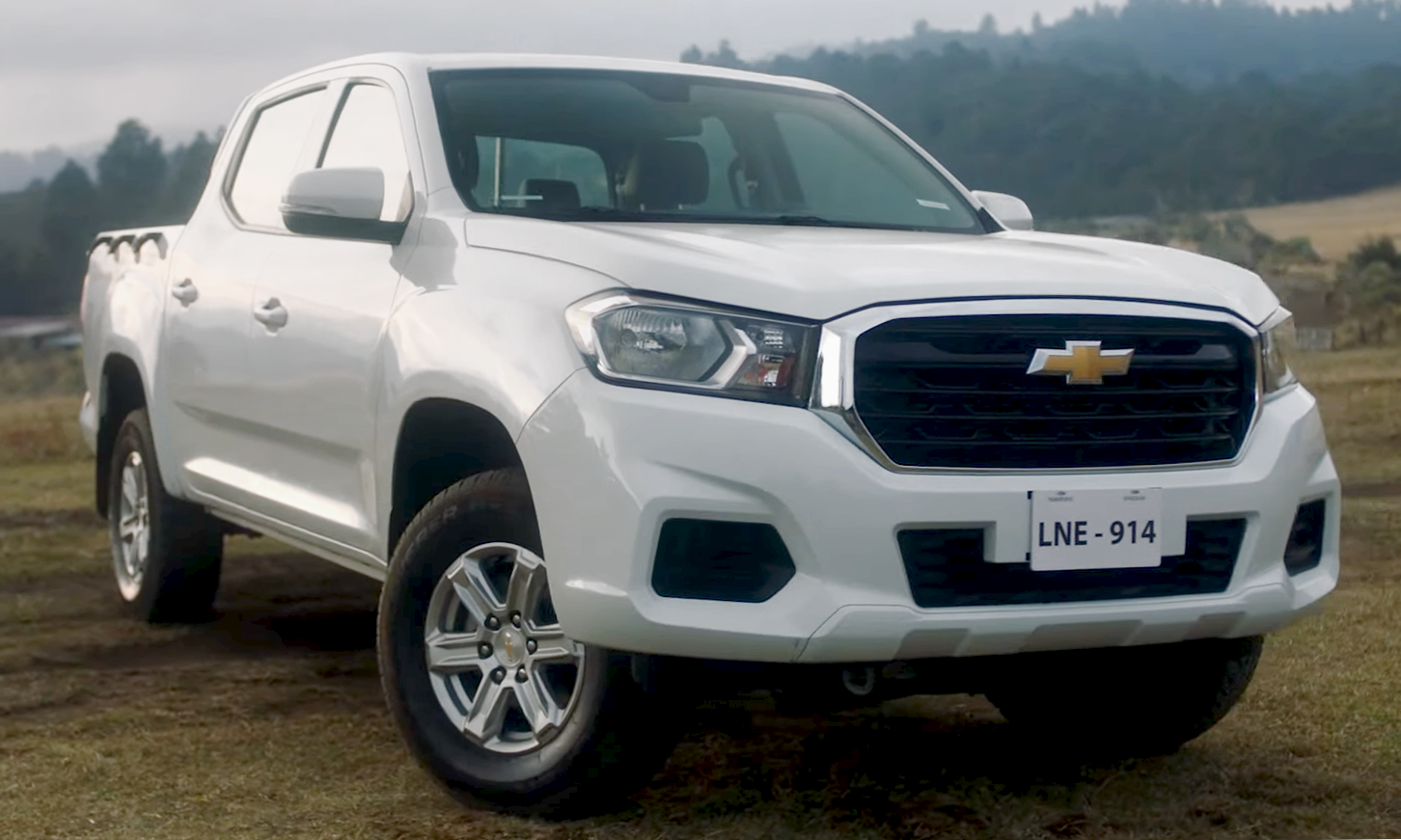
S-10
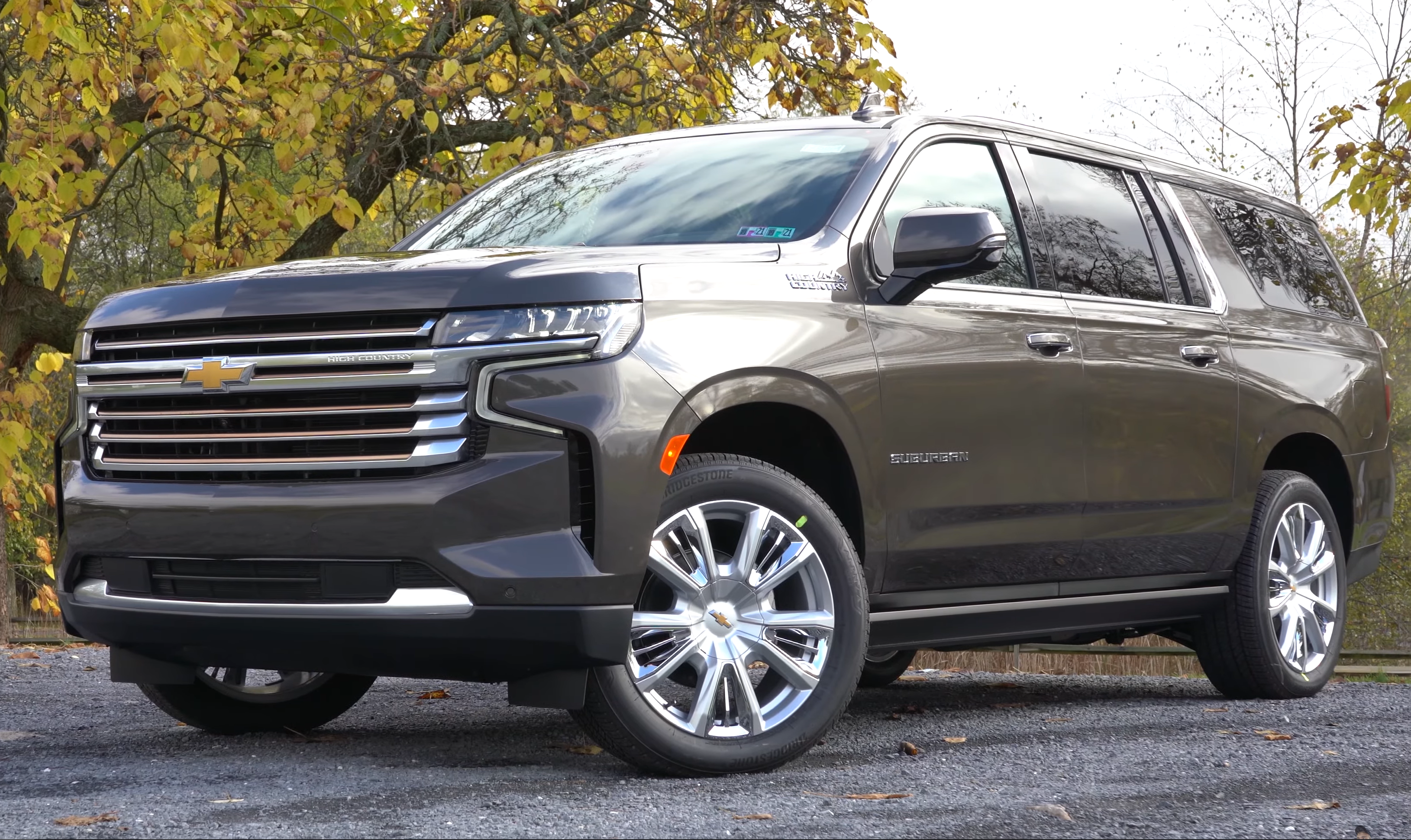
サバーバン
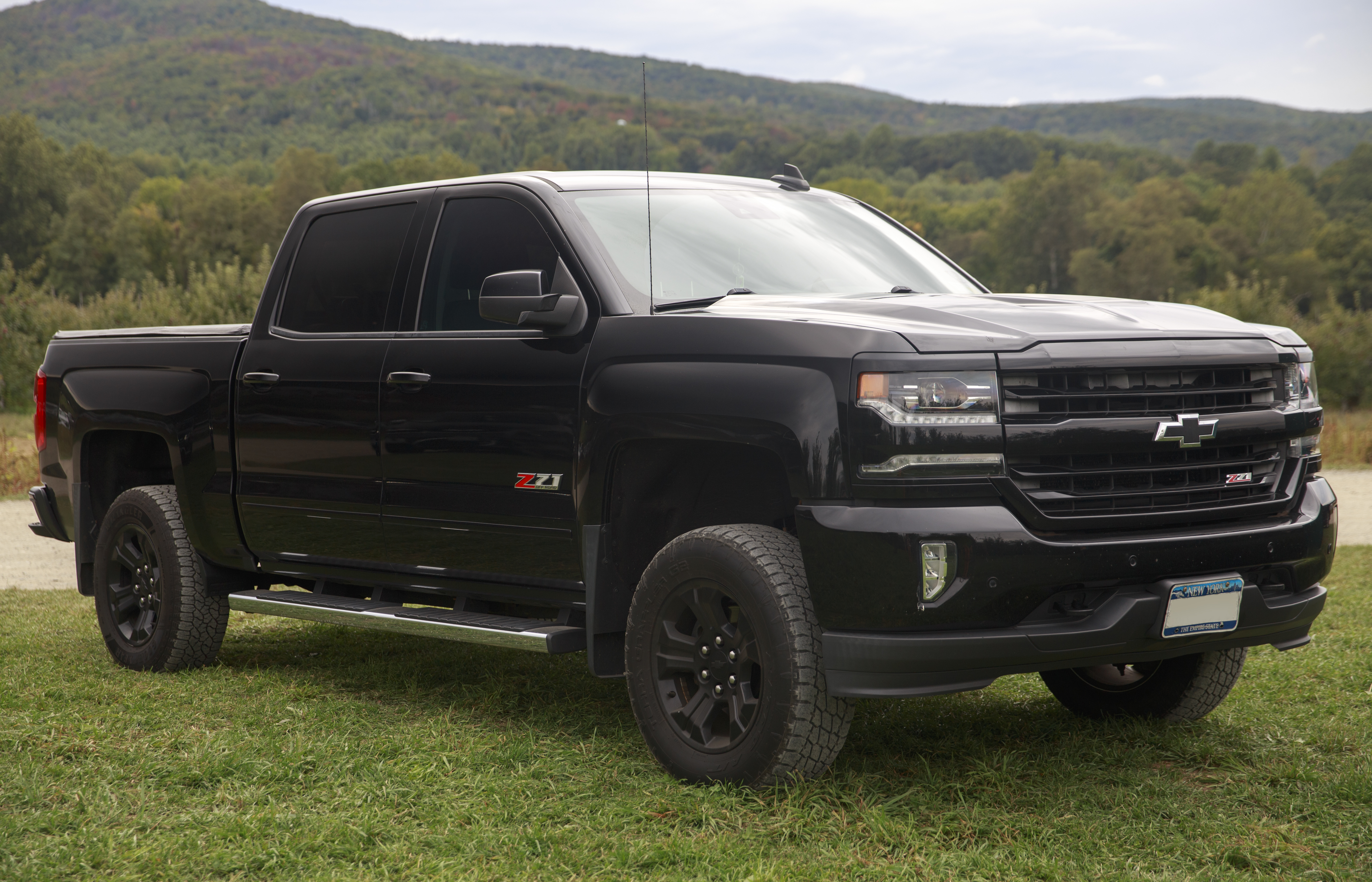
シルバラード
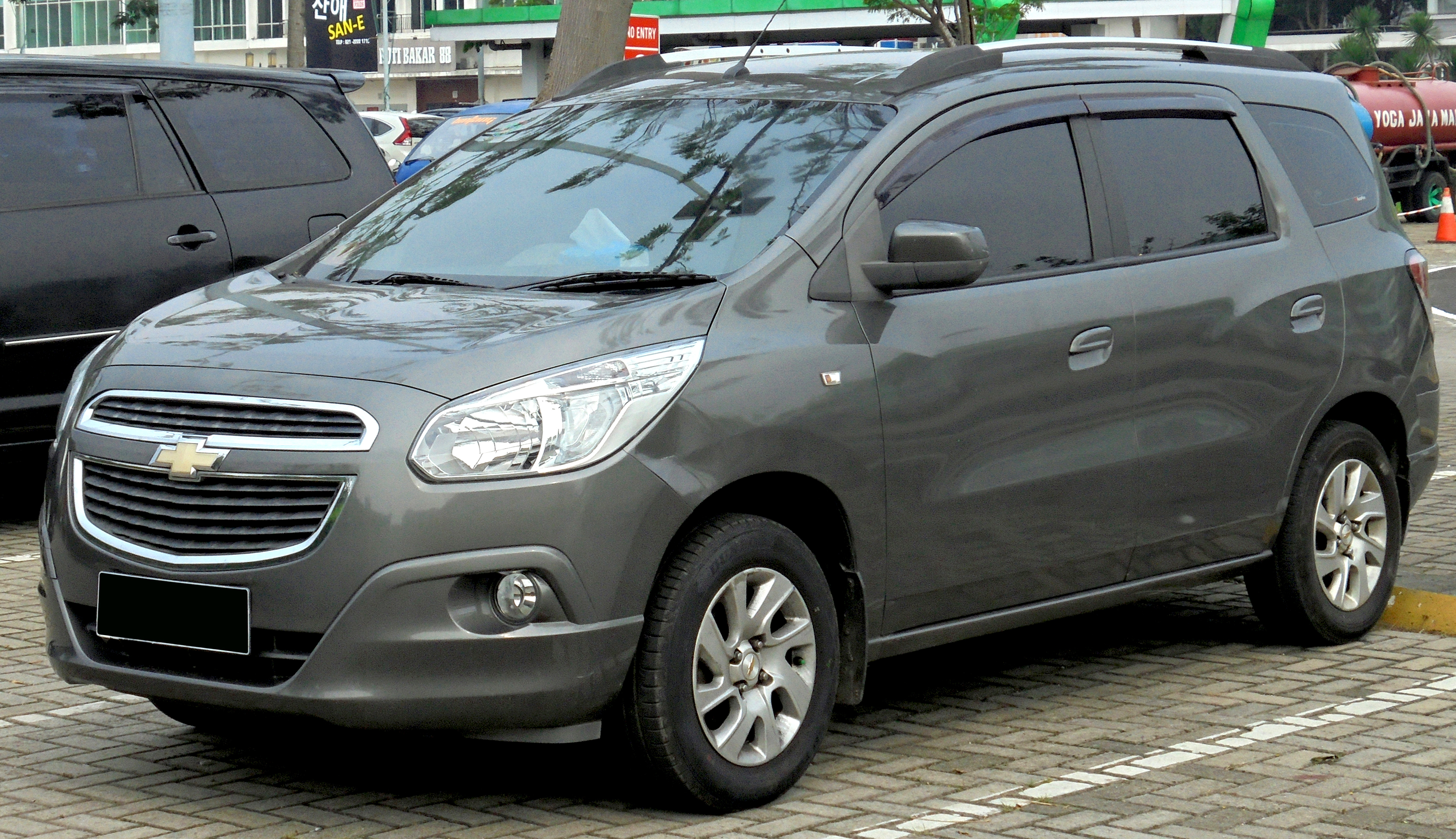
スピン
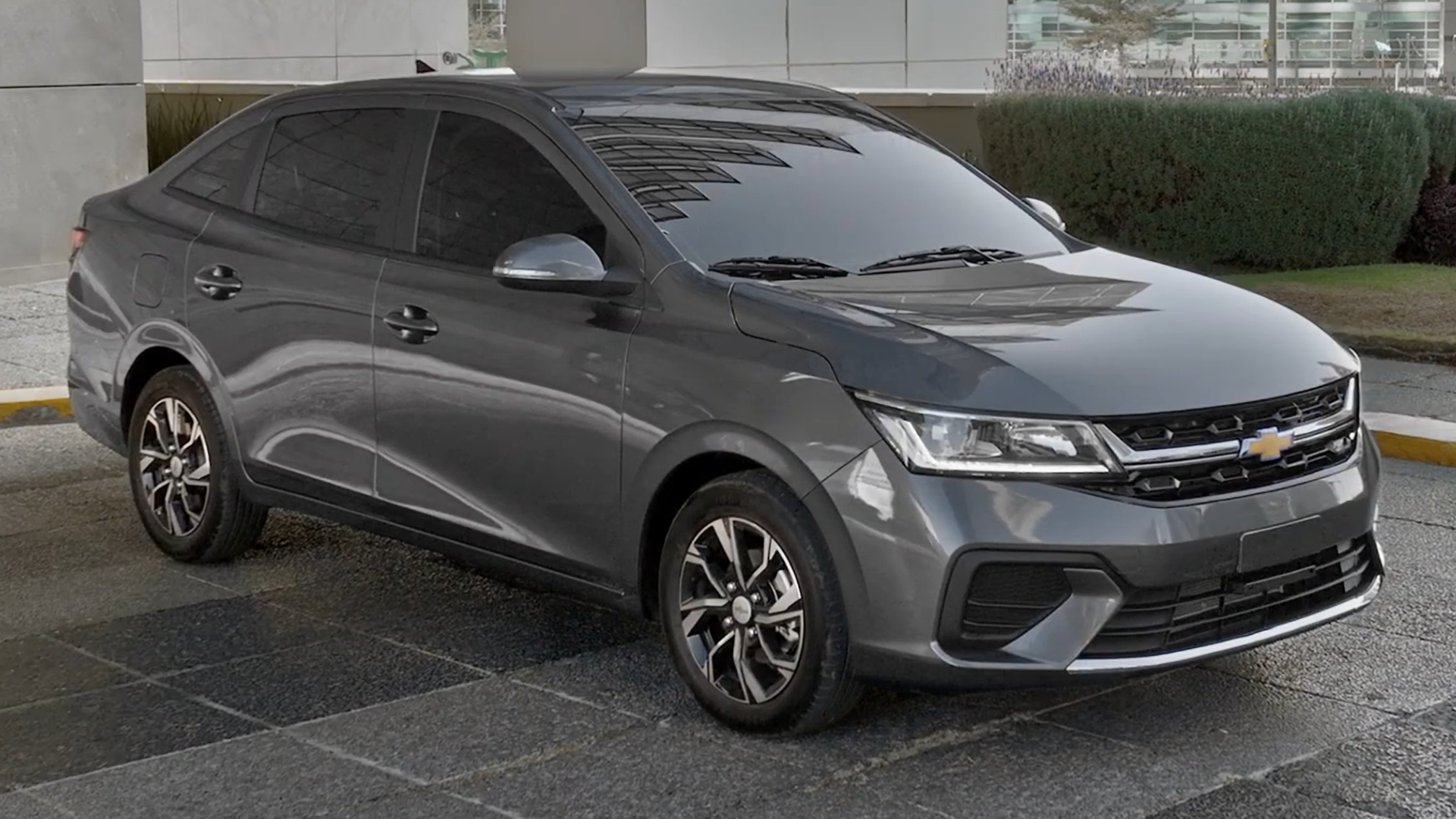
セイル
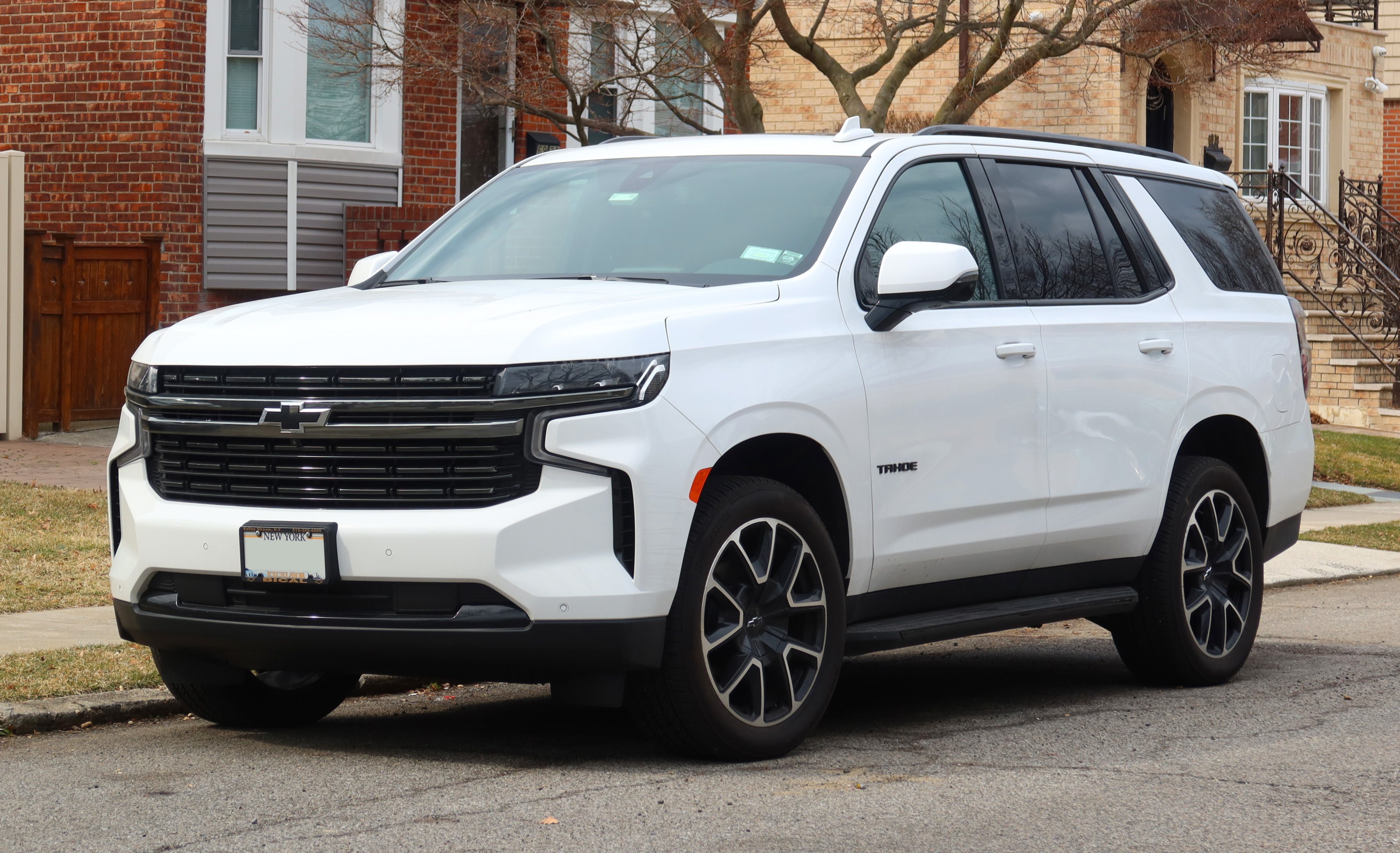
タホ
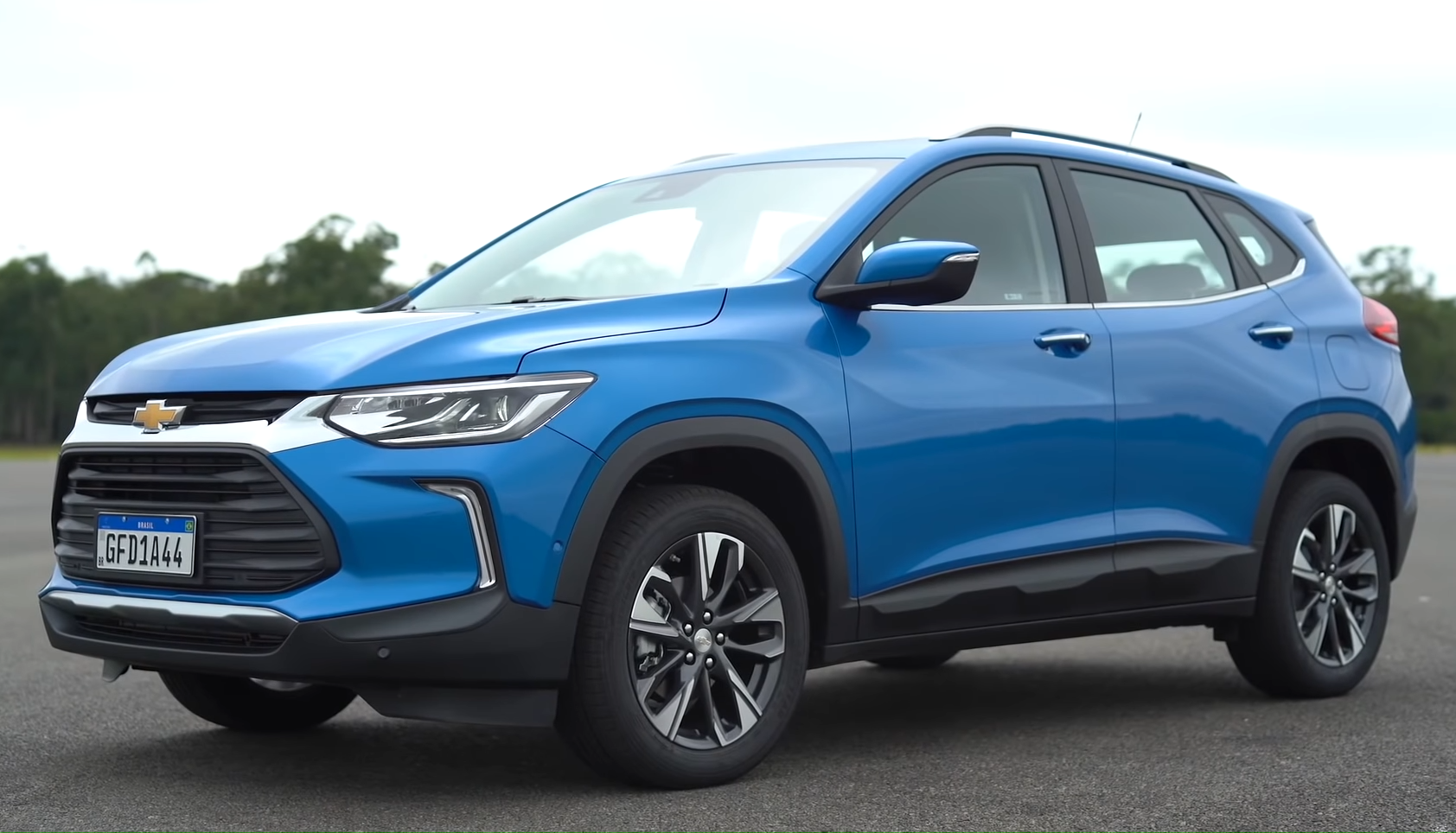
トラッカー
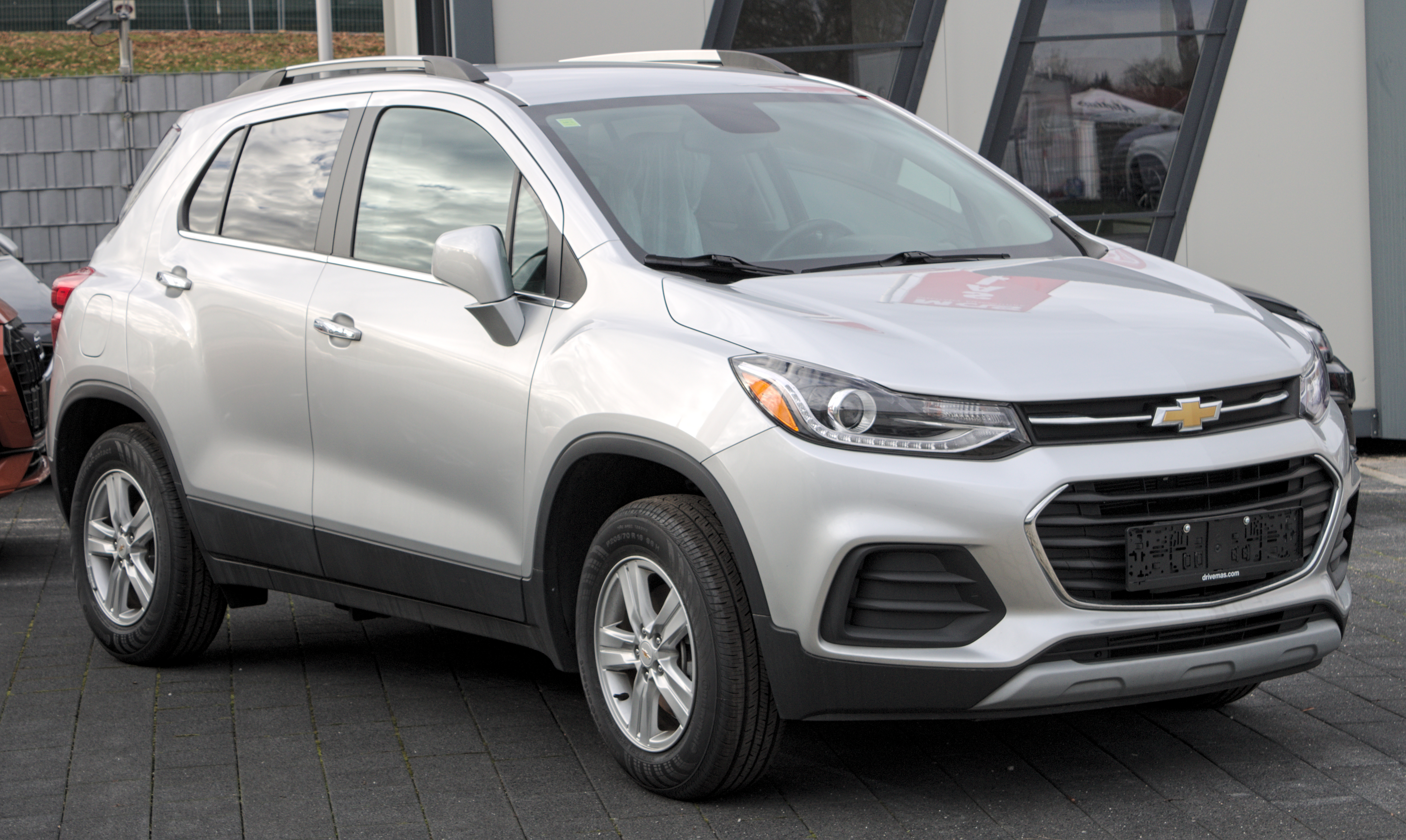
トラックス
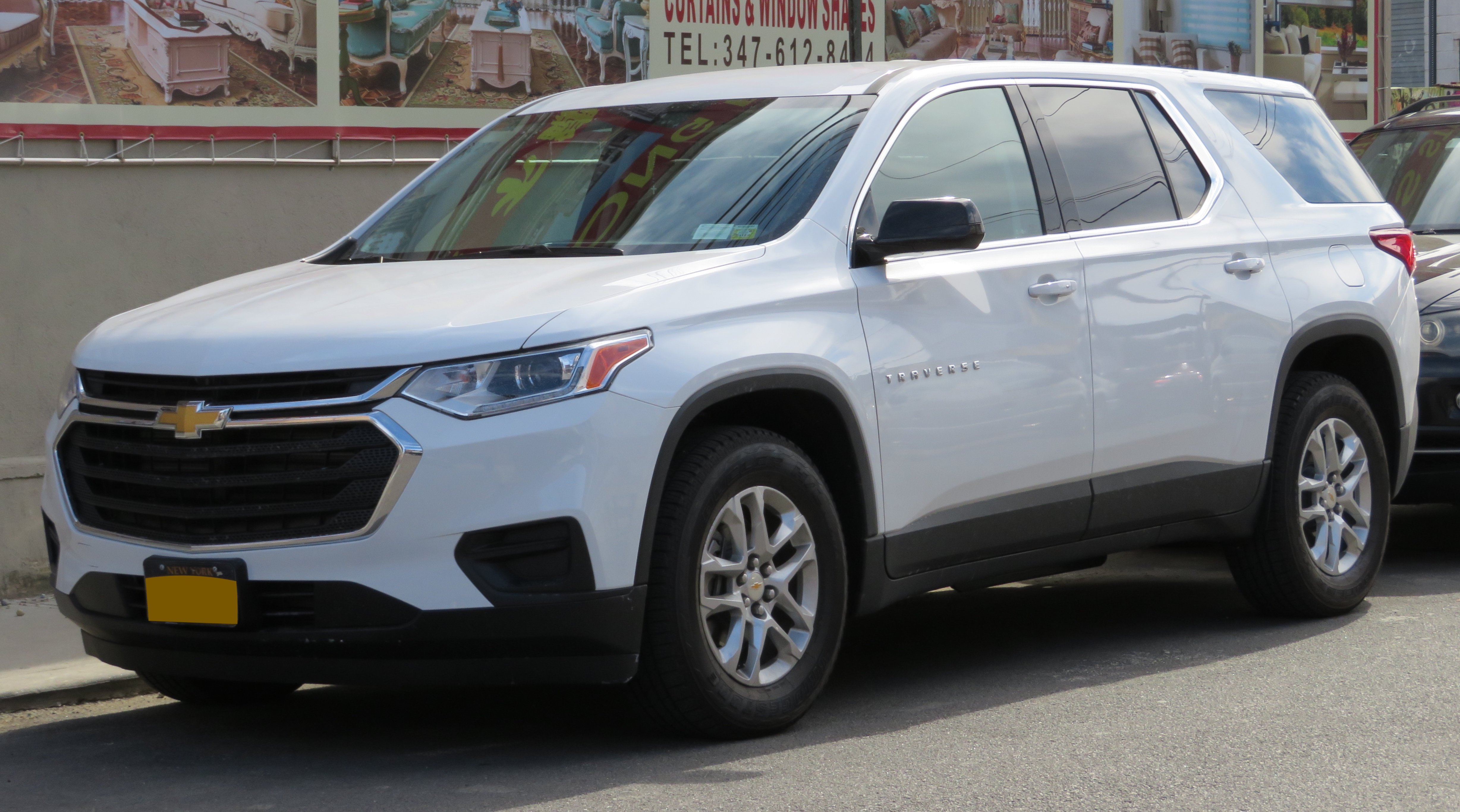
トラバース
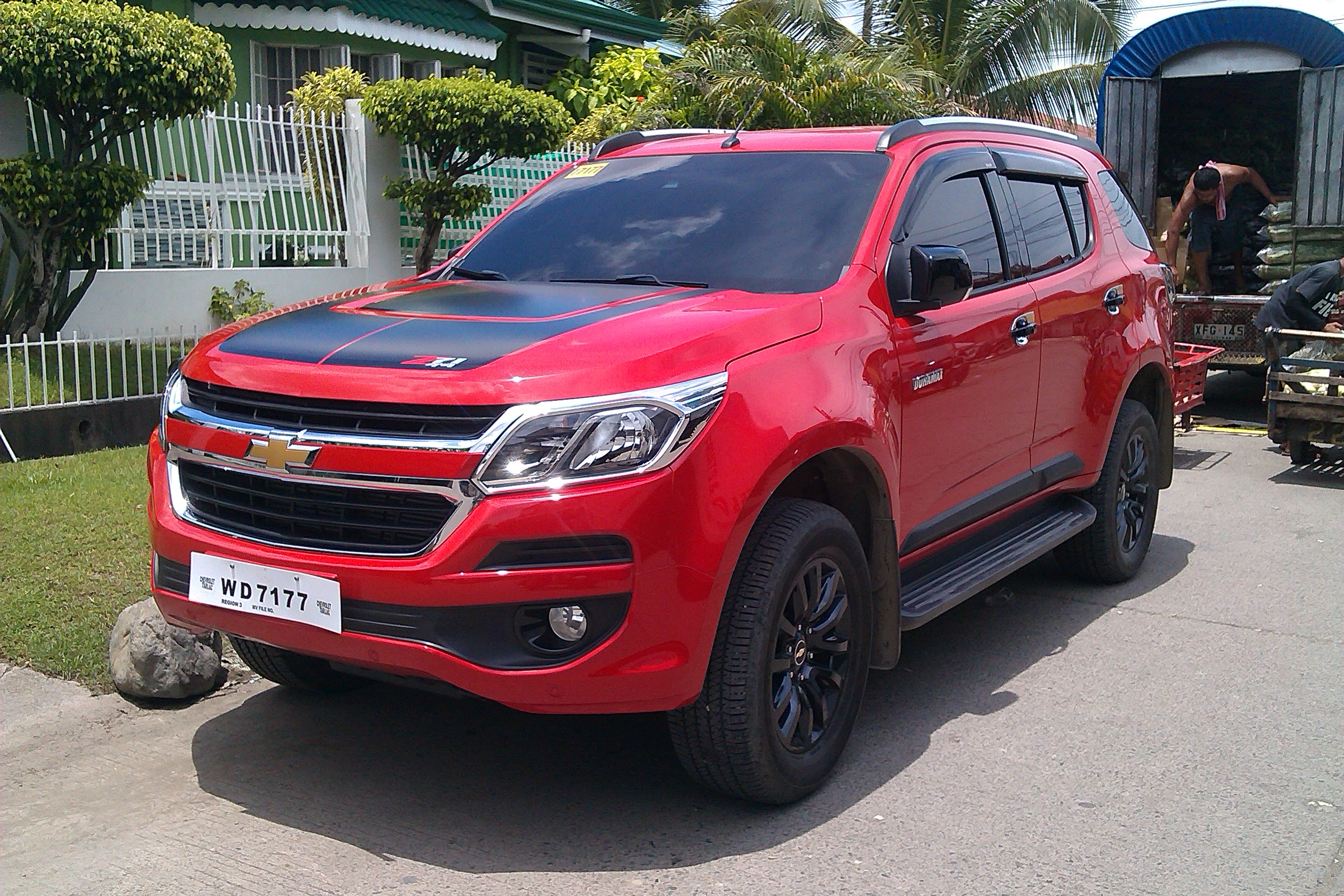
トレイルブレイザー
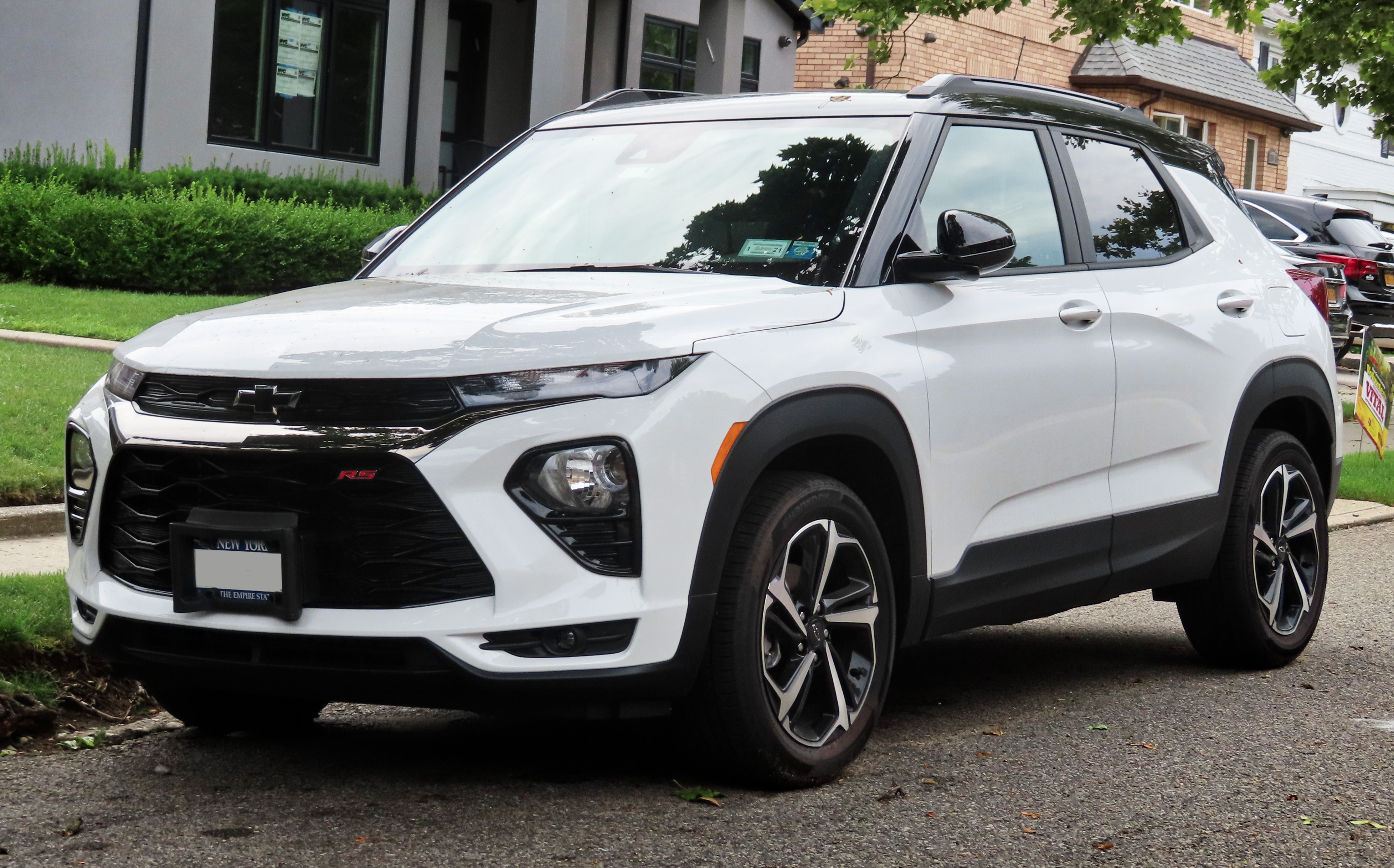
トレイルブレイザー（クロスオーバー）
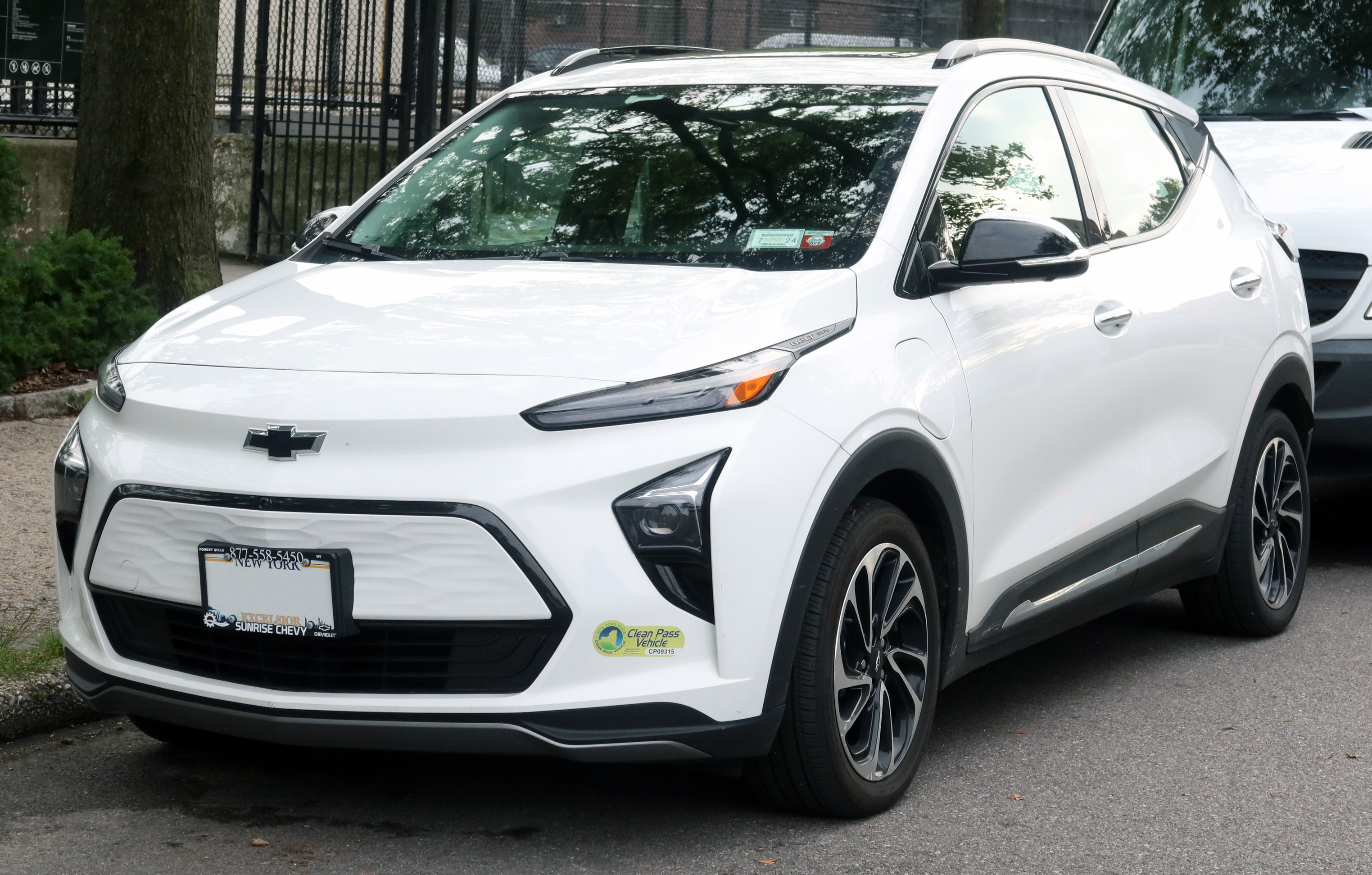
ボルトEUV
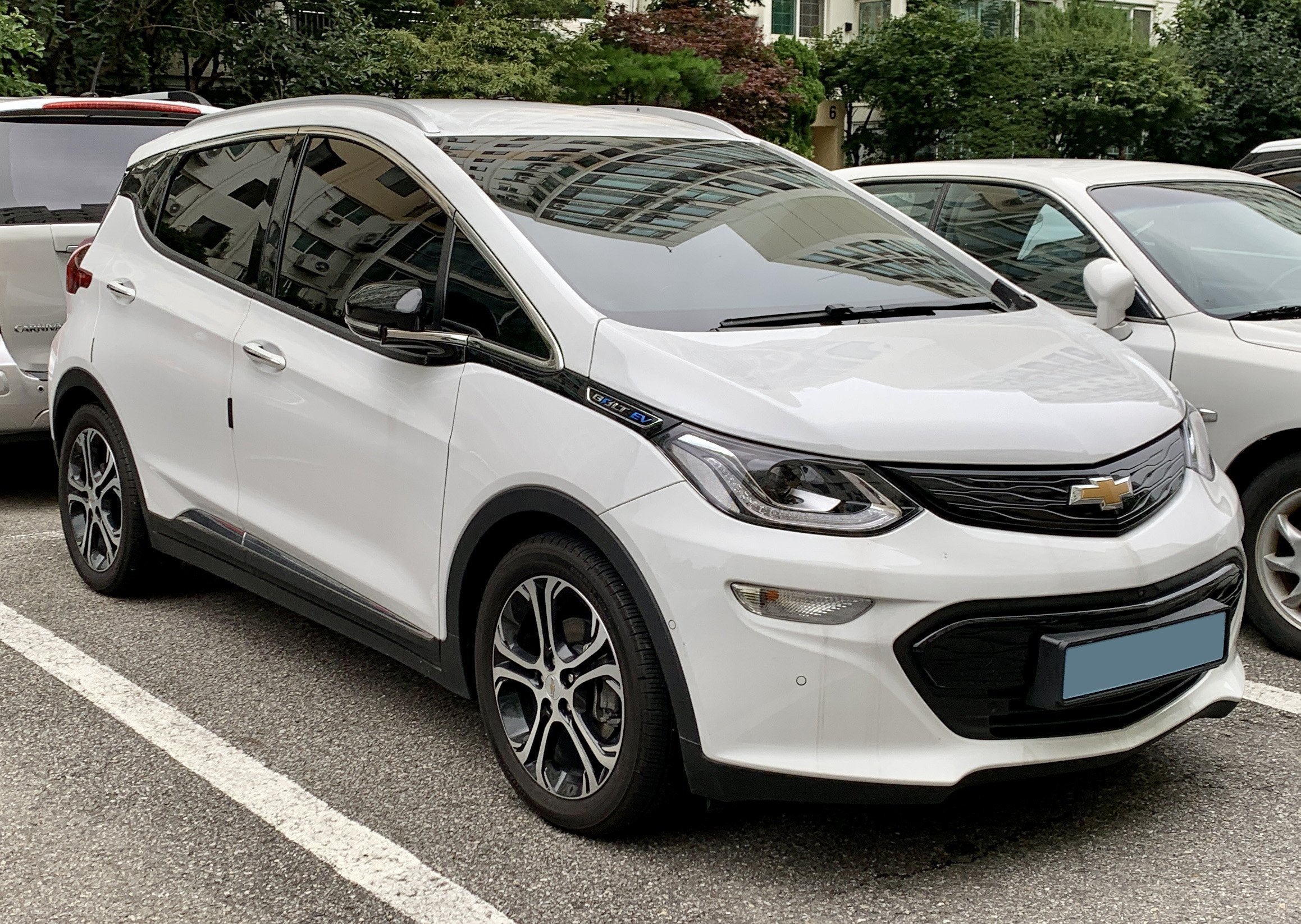
ボルトEV
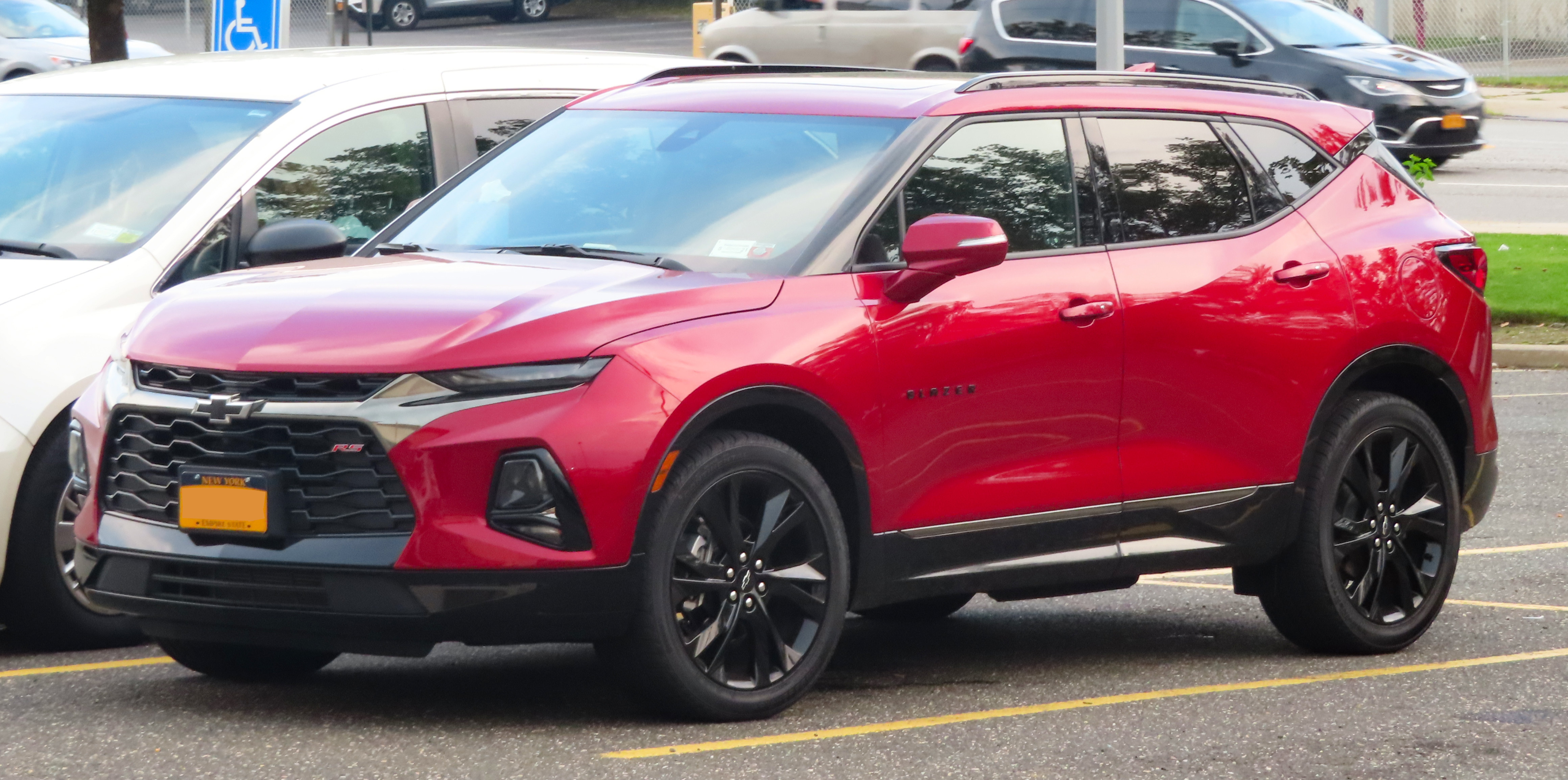
ブレイザー
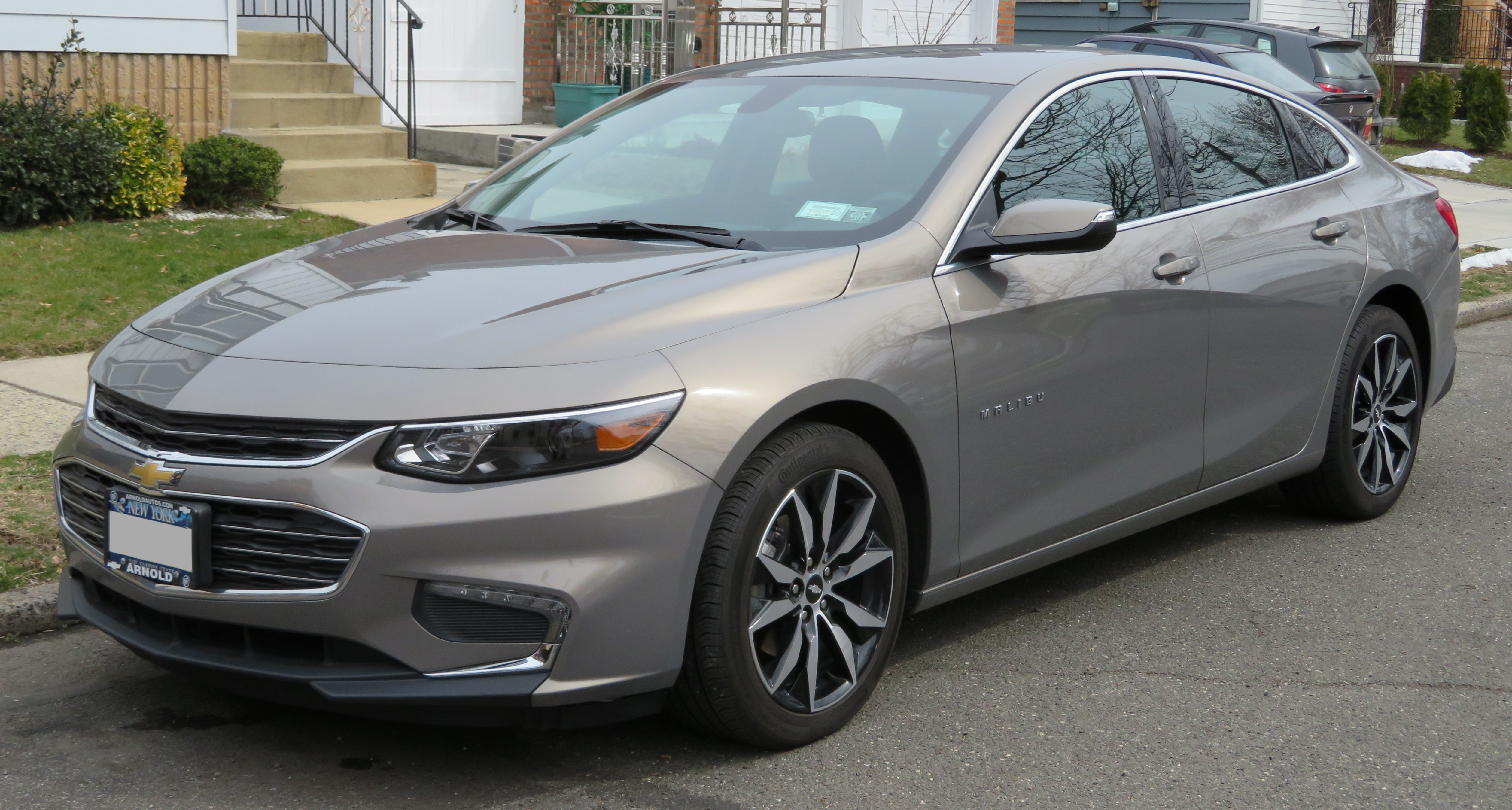
マリブ
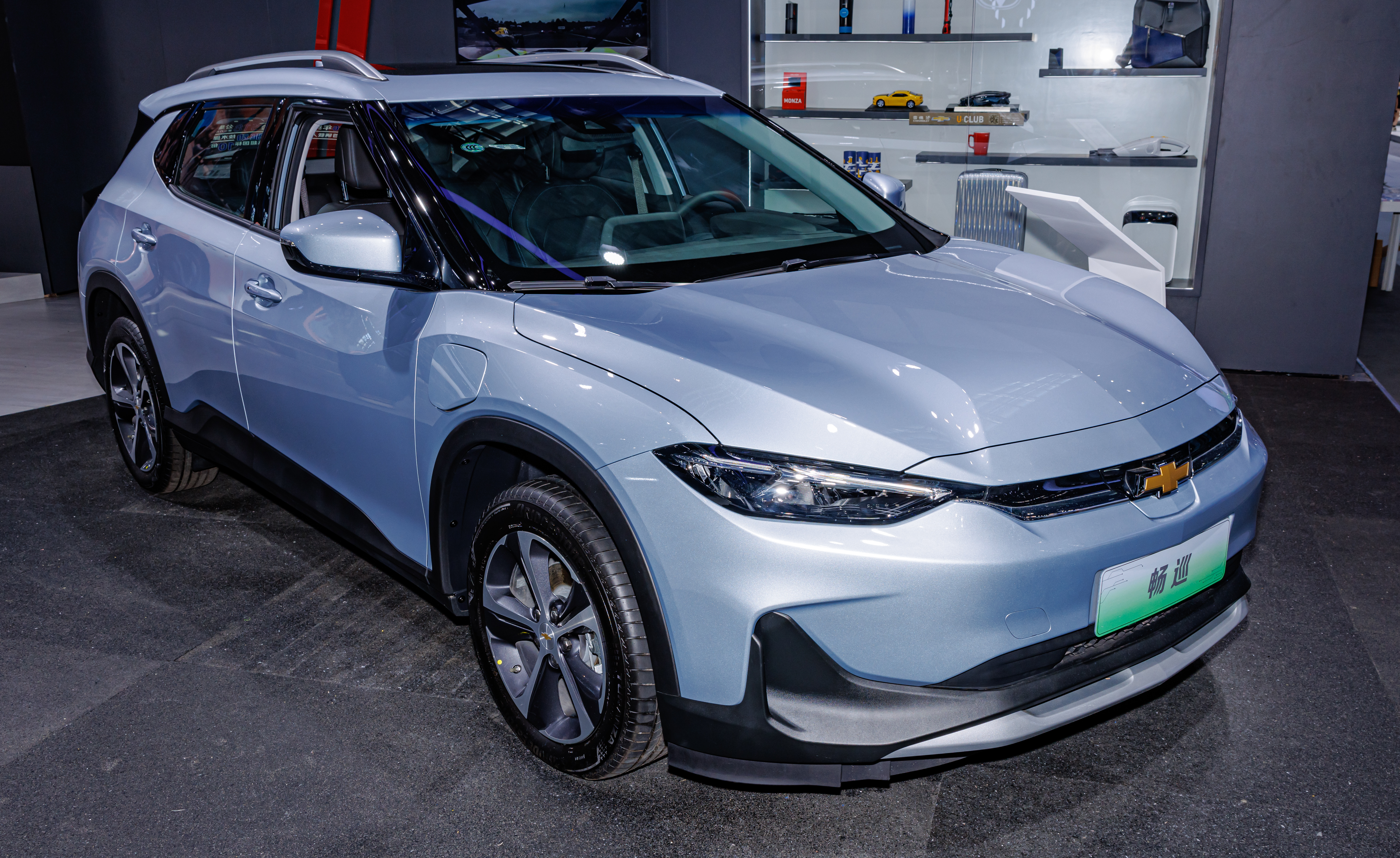
メンロ
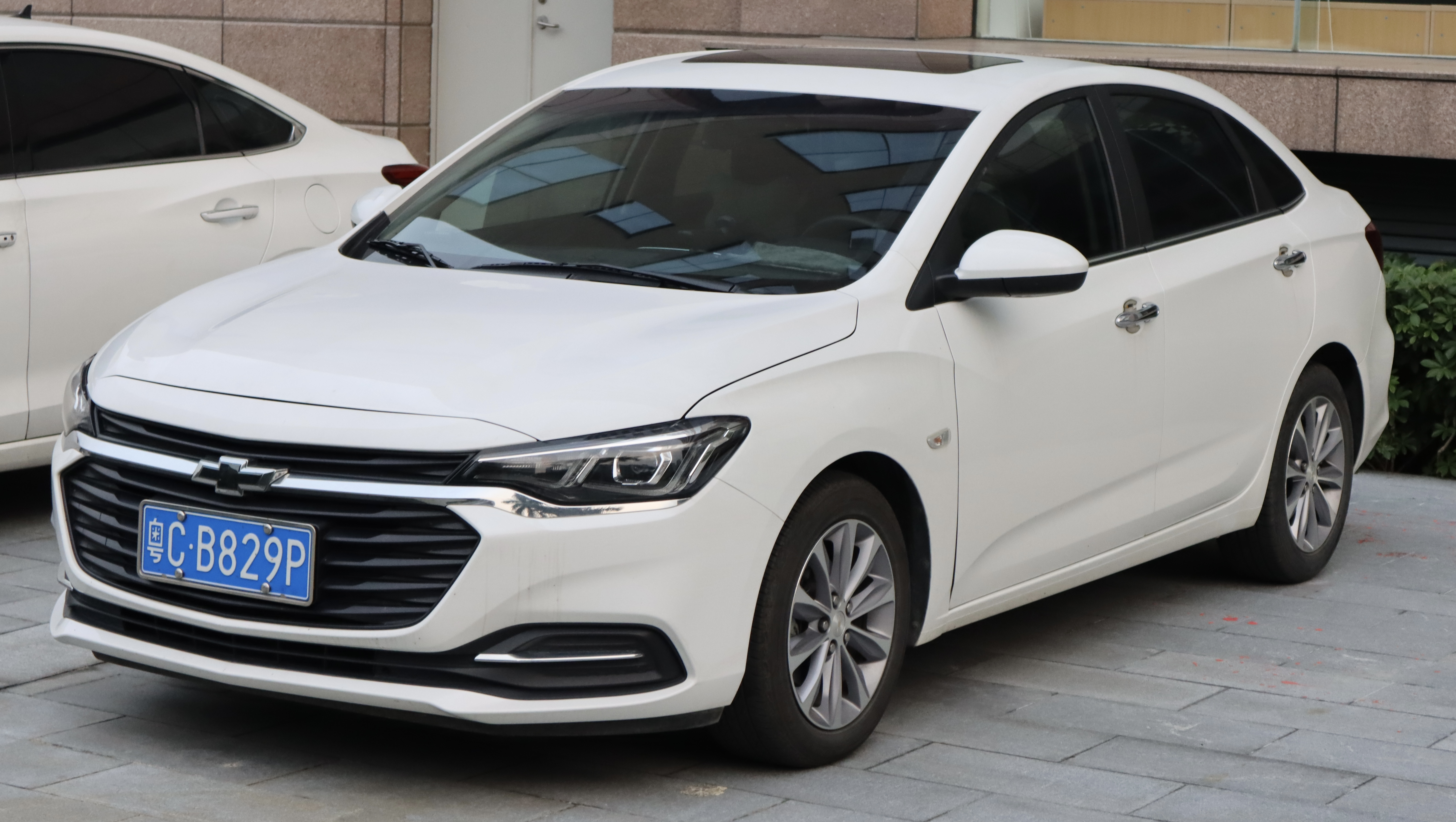
モンザ
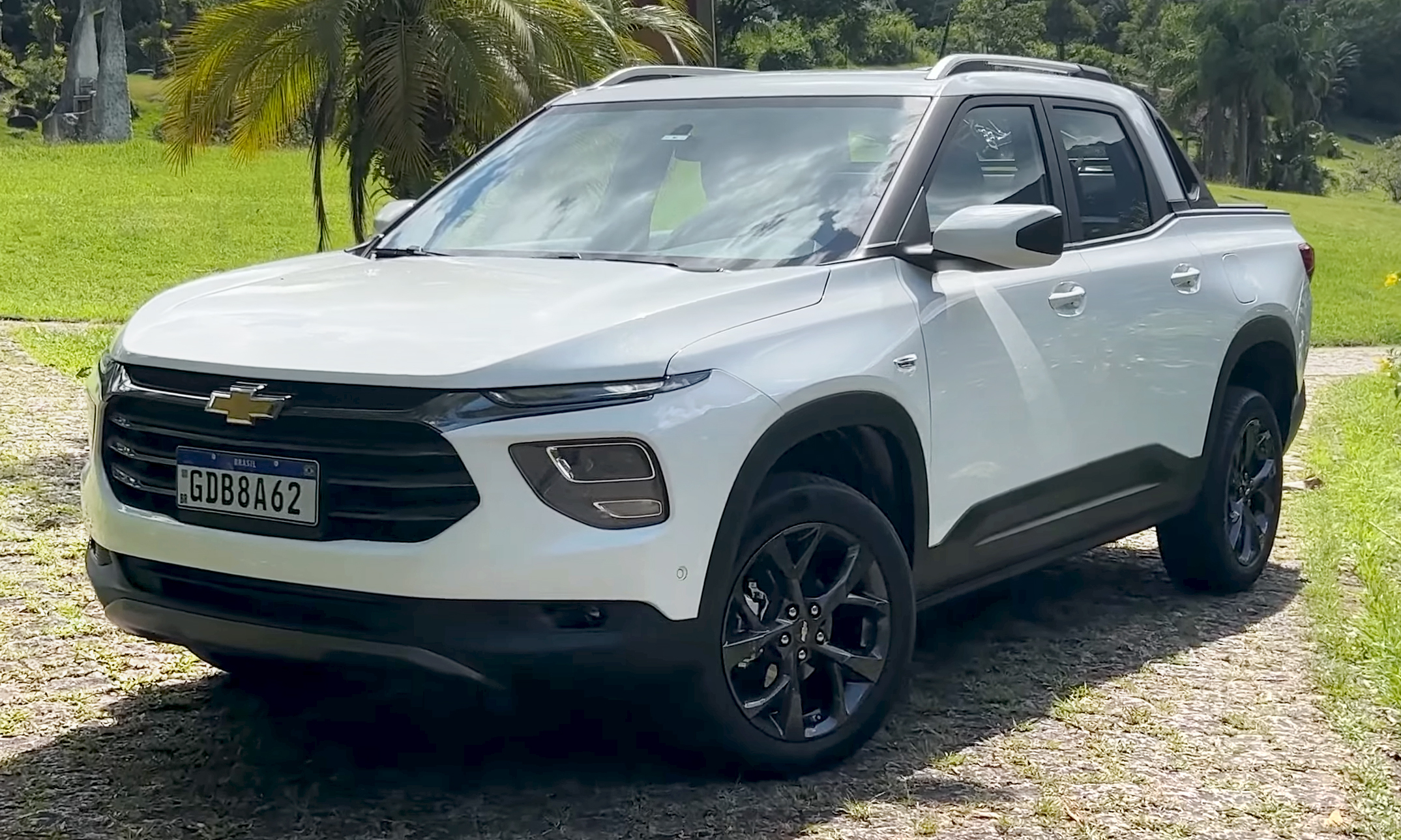
モンタナ
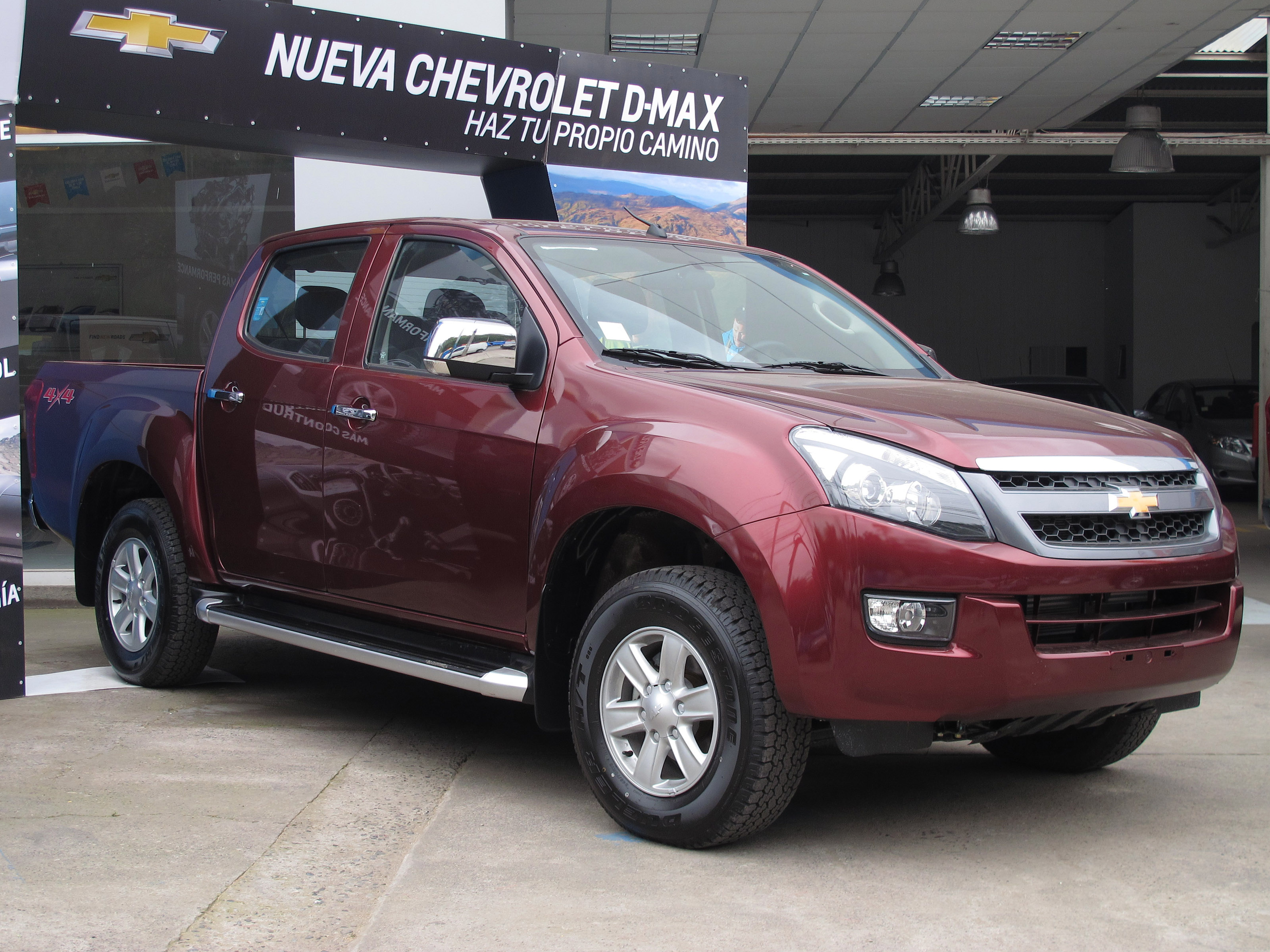
D-MAX
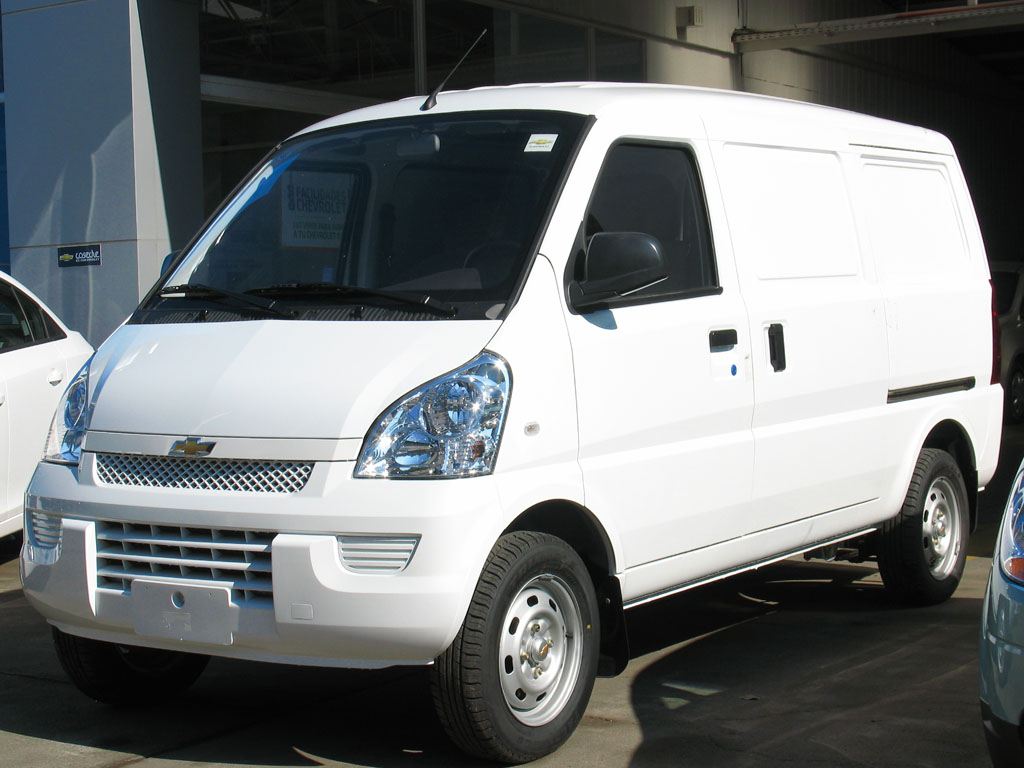
N300
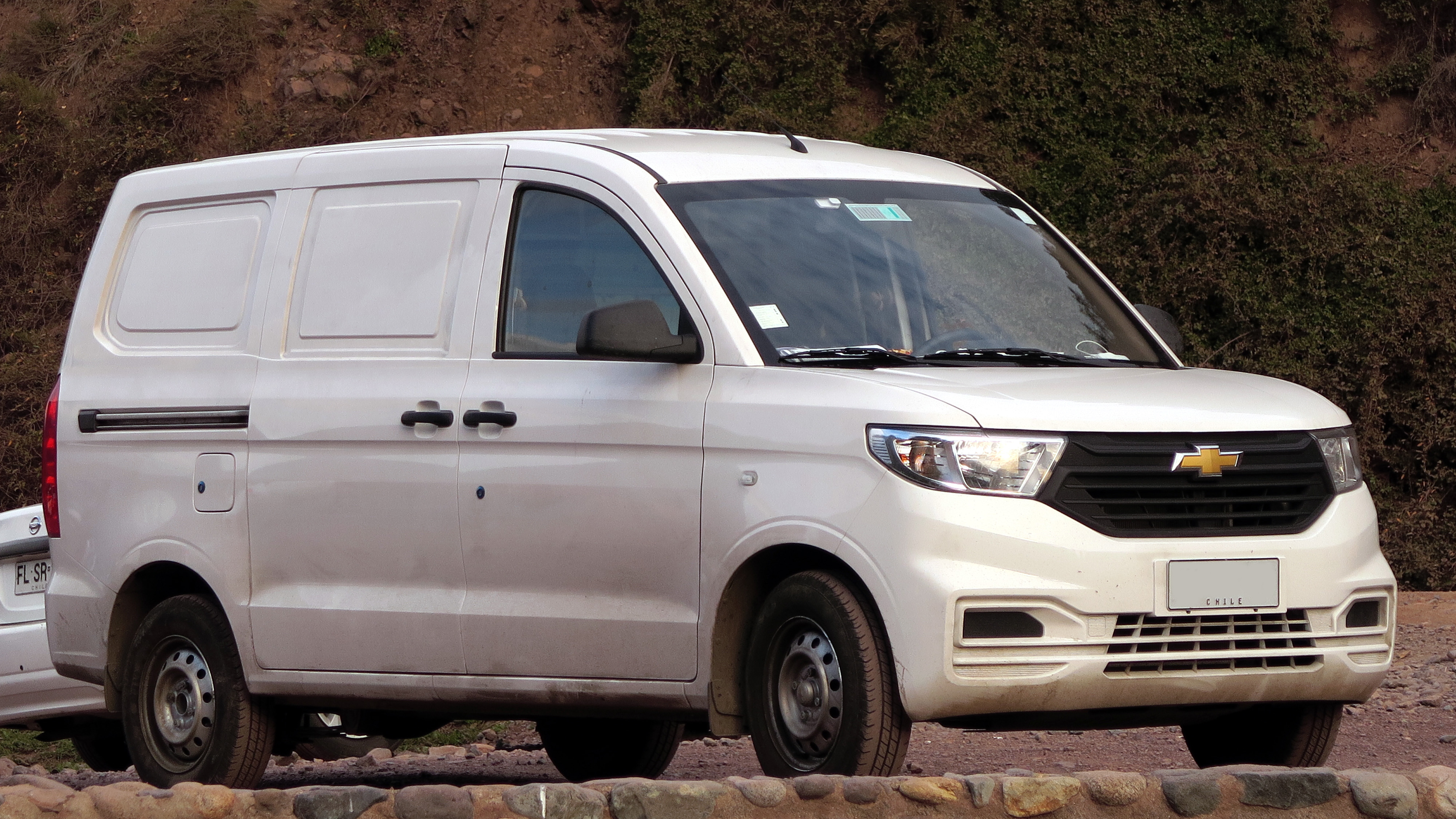
N400